# Владимир Крамник
Владимир Крамник (рус. Влади́мир Бори́сович Кра́мник; Туапсе, 25. јун 1975) руски је велемајстор и бивши првак света у шаху.
У октобру 2000. победио је Гарија Каспарова у мечу од 16 партија одржаном у Лондону за титулу шампиона света у организацији Професионалне шаховске асоцијације а 2004. успешно је одбранио освојену титулу играјући нерешено са изазивачем, Петром Леком у Брисагу, Швајцарска.
Био је први неоспорни светски шампион у шаху после 13 година, победивши Веселина Топалова (6:6, у доигравању 8½:7½) у „мечу уједињења“, 23. септембар — 13. октобар 2006.

## Биографија
Владимир Крамник је рођен у месту Туапсе у близини Црног мора. Његово право презиме је било Соколов (породично презиме). Име његовог оца је било Борис Соколов, али је Владимир узео за презиме очухов надимак када му се мајка поново удала. Као дете учио је шах у угледној шаховској школи Михаила Ботвиника. Његов први забележени, значајнији резултат је био на шаховској олимпијади у Манили, 1992. где је добио златну медаљу као прва резерва. Иако је имао тек шеснаест година и није имао титулу велемајстора ипак је био у тиму Русије, пре свега залагањем Гарија Каспарова. Победио је осам партија, једну ремизирао, без пораза.
Следеће године, Крамник је играо на веома јаком турниру у Линаресу. Завршава турнир као пети, победивши трећег играча света Василија Иванчука. Следе године његовог успона када је 1995. први пут победио на једном међународном турниру (Дортмунд), без пораза.
Други је од четири шахиста који су имали рејтинг преко 2800 (први је био Каспаров).

## Светски шампион
Године 1998, Крамник се суочио са Алексејом Шировим у мечу кандидата који ће да игра са Гаријем Каспаровом за титулу првака света. Губи меч са два пораза уз седам ремија. Међутим, није било заинтересованих спонзора за меч Каспаров-Широв који се из тих разлога није одржао.
Године 2000, Крамник игра меч од 16 партија са Гаријем Каспаровим у Лондону за титулу светског првака у организацији Удружења професионалних играча. Побеђује га са 8½:6½, без изгубљене партије (ово је било други пут у шаховској историји да светски првак изгуби меч без добијене партије).

## Владимир Крамник против машине, 2002.
Први меч између човека и машине је одржан 1997. године, када се Каспаров сукобио са IBM-овим компјутером Deep Blue и меч изгубио. Четири године касније, Владимир Крамник ће да заигра са још моћнијим Deep Fritz-ом, савршенијом верзијом компјутера који је за Каспарова био претежак противник.
Меч се одржао у Бахреину, од 2. октобра до 19. октобра 2002. Играло се по мало другачијим правилима него у класичним мечевима: Крамник ће имати право да, пре меча, анализира партије компјутера, а на сваких 6 сати ће постојати пауза, како би се смањила предност машине која се никако не умара. Меч се играо за рекордни наградни фонд од милион долара!
Светски првак, Владимир Крамник, дуго и темељито се припремао за овај меч јер, сем што је носилац највише светске титуле, он је у овом мечу бранио и част живих велемајстора који у задње време све више полажу оружје пред налетом неколицине изразито јаких „вештачких велемајстора“. Уосталом, његов стил игре најлакше се могао прилагодити игри рачунара - компјутера. Меч је завршен нерешено 4:4, иако је светски првак имао вођство од 3:1.
Ток шесте партије изгледао је овако: 

### Владимир Крамник -Deep Fritz
|   | a | b | c | d | e | f | g | h |   |
| 8 | c8 black rook · d8 black queen · e8 black rook · g8 black king · a7 black pawn · d7 black knight · f7 black pawn · g7 black pawn · h7 black pawn · a6 black bishop · b6 black pawn · d6 white knight · f6 black bishop · a4 white pawn · b4 white bishop · c4 black pawn · d4 black pawn · b3 white pawn · g3 white pawn · f2 white pawn · g2 white bishop · h2 white pawn · a1 white rook · d1 white queen · f1 white rook · g1 white king | c8 black rook · d8 black queen · e8 black rook · g8 black king · a7 black pawn · d7 black knight · f7 black pawn · g7 black pawn · h7 black pawn · a6 black bishop · b6 black pawn · d6 white knight · f6 black bishop · a4 white pawn · b4 white bishop · c4 black pawn · d4 black pawn · b3 white pawn · g3 white pawn · f2 white pawn · g2 white bishop · h2 white pawn · a1 white rook · d1 white queen · f1 white rook · g1 white king | c8 black rook · d8 black queen · e8 black rook · g8 black king · a7 black pawn · d7 black knight · f7 black pawn · g7 black pawn · h7 black pawn · a6 black bishop · b6 black pawn · d6 white knight · f6 black bishop · a4 white pawn · b4 white bishop · c4 black pawn · d4 black pawn · b3 white pawn · g3 white pawn · f2 white pawn · g2 white bishop · h2 white pawn · a1 white rook · d1 white queen · f1 white rook · g1 white king | c8 black rook · d8 black queen · e8 black rook · g8 black king · a7 black pawn · d7 black knight · f7 black pawn · g7 black pawn · h7 black pawn · a6 black bishop · b6 black pawn · d6 white knight · f6 black bishop · a4 white pawn · b4 white bishop · c4 black pawn · d4 black pawn · b3 white pawn · g3 white pawn · f2 white pawn · g2 white bishop · h2 white pawn · a1 white rook · d1 white queen · f1 white rook · g1 white king | c8 black rook · d8 black queen · e8 black rook · g8 black king · a7 black pawn · d7 black knight · f7 black pawn · g7 black pawn · h7 black pawn · a6 black bishop · b6 black pawn · d6 white knight · f6 black bishop · a4 white pawn · b4 white bishop · c4 black pawn · d4 black pawn · b3 white pawn · g3 white pawn · f2 white pawn · g2 white bishop · h2 white pawn · a1 white rook · d1 white queen · f1 white rook · g1 white king | c8 black rook · d8 black queen · e8 black rook · g8 black king · a7 black pawn · d7 black knight · f7 black pawn · g7 black pawn · h7 black pawn · a6 black bishop · b6 black pawn · d6 white knight · f6 black bishop · a4 white pawn · b4 white bishop · c4 black pawn · d4 black pawn · b3 white pawn · g3 white pawn · f2 white pawn · g2 white bishop · h2 white pawn · a1 white rook · d1 white queen · f1 white rook · g1 white king | c8 black rook · d8 black queen · e8 black rook · g8 black king · a7 black pawn · d7 black knight · f7 black pawn · g7 black pawn · h7 black pawn · a6 black bishop · b6 black pawn · d6 white knight · f6 black bishop · a4 white pawn · b4 white bishop · c4 black pawn · d4 black pawn · b3 white pawn · g3 white pawn · f2 white pawn · g2 white bishop · h2 white pawn · a1 white rook · d1 white queen · f1 white rook · g1 white king | c8 black rook · d8 black queen · e8 black rook · g8 black king · a7 black pawn · d7 black knight · f7 black pawn · g7 black pawn · h7 black pawn · a6 black bishop · b6 black pawn · d6 white knight · f6 black bishop · a4 white pawn · b4 white bishop · c4 black pawn · d4 black pawn · b3 white pawn · g3 white pawn · f2 white pawn · g2 white bishop · h2 white pawn · a1 white rook · d1 white queen · f1 white rook · g1 white king | 8 |
| 7 | c8 black rook · d8 black queen · e8 black rook · g8 black king · a7 black pawn · d7 black knight · f7 black pawn · g7 black pawn · h7 black pawn · a6 black bishop · b6 black pawn · d6 white knight · f6 black bishop · a4 white pawn · b4 white bishop · c4 black pawn · d4 black pawn · b3 white pawn · g3 white pawn · f2 white pawn · g2 white bishop · h2 white pawn · a1 white rook · d1 white queen · f1 white rook · g1 white king | c8 black rook · d8 black queen · e8 black rook · g8 black king · a7 black pawn · d7 black knight · f7 black pawn · g7 black pawn · h7 black pawn · a6 black bishop · b6 black pawn · d6 white knight · f6 black bishop · a4 white pawn · b4 white bishop · c4 black pawn · d4 black pawn · b3 white pawn · g3 white pawn · f2 white pawn · g2 white bishop · h2 white pawn · a1 white rook · d1 white queen · f1 white rook · g1 white king | c8 black rook · d8 black queen · e8 black rook · g8 black king · a7 black pawn · d7 black knight · f7 black pawn · g7 black pawn · h7 black pawn · a6 black bishop · b6 black pawn · d6 white knight · f6 black bishop · a4 white pawn · b4 white bishop · c4 black pawn · d4 black pawn · b3 white pawn · g3 white pawn · f2 white pawn · g2 white bishop · h2 white pawn · a1 white rook · d1 white queen · f1 white rook · g1 white king | c8 black rook · d8 black queen · e8 black rook · g8 black king · a7 black pawn · d7 black knight · f7 black pawn · g7 black pawn · h7 black pawn · a6 black bishop · b6 black pawn · d6 white knight · f6 black bishop · a4 white pawn · b4 white bishop · c4 black pawn · d4 black pawn · b3 white pawn · g3 white pawn · f2 white pawn · g2 white bishop · h2 white pawn · a1 white rook · d1 white queen · f1 white rook · g1 white king | c8 black rook · d8 black queen · e8 black rook · g8 black king · a7 black pawn · d7 black knight · f7 black pawn · g7 black pawn · h7 black pawn · a6 black bishop · b6 black pawn · d6 white knight · f6 black bishop · a4 white pawn · b4 white bishop · c4 black pawn · d4 black pawn · b3 white pawn · g3 white pawn · f2 white pawn · g2 white bishop · h2 white pawn · a1 white rook · d1 white queen · f1 white rook · g1 white king | c8 black rook · d8 black queen · e8 black rook · g8 black king · a7 black pawn · d7 black knight · f7 black pawn · g7 black pawn · h7 black pawn · a6 black bishop · b6 black pawn · d6 white knight · f6 black bishop · a4 white pawn · b4 white bishop · c4 black pawn · d4 black pawn · b3 white pawn · g3 white pawn · f2 white pawn · g2 white bishop · h2 white pawn · a1 white rook · d1 white queen · f1 white rook · g1 white king | c8 black rook · d8 black queen · e8 black rook · g8 black king · a7 black pawn · d7 black knight · f7 black pawn · g7 black pawn · h7 black pawn · a6 black bishop · b6 black pawn · d6 white knight · f6 black bishop · a4 white pawn · b4 white bishop · c4 black pawn · d4 black pawn · b3 white pawn · g3 white pawn · f2 white pawn · g2 white bishop · h2 white pawn · a1 white rook · d1 white queen · f1 white rook · g1 white king | c8 black rook · d8 black queen · e8 black rook · g8 black king · a7 black pawn · d7 black knight · f7 black pawn · g7 black pawn · h7 black pawn · a6 black bishop · b6 black pawn · d6 white knight · f6 black bishop · a4 white pawn · b4 white bishop · c4 black pawn · d4 black pawn · b3 white pawn · g3 white pawn · f2 white pawn · g2 white bishop · h2 white pawn · a1 white rook · d1 white queen · f1 white rook · g1 white king | 7 |
| 6 | c8 black rook · d8 black queen · e8 black rook · g8 black king · a7 black pawn · d7 black knight · f7 black pawn · g7 black pawn · h7 black pawn · a6 black bishop · b6 black pawn · d6 white knight · f6 black bishop · a4 white pawn · b4 white bishop · c4 black pawn · d4 black pawn · b3 white pawn · g3 white pawn · f2 white pawn · g2 white bishop · h2 white pawn · a1 white rook · d1 white queen · f1 white rook · g1 white king | c8 black rook · d8 black queen · e8 black rook · g8 black king · a7 black pawn · d7 black knight · f7 black pawn · g7 black pawn · h7 black pawn · a6 black bishop · b6 black pawn · d6 white knight · f6 black bishop · a4 white pawn · b4 white bishop · c4 black pawn · d4 black pawn · b3 white pawn · g3 white pawn · f2 white pawn · g2 white bishop · h2 white pawn · a1 white rook · d1 white queen · f1 white rook · g1 white king | c8 black rook · d8 black queen · e8 black rook · g8 black king · a7 black pawn · d7 black knight · f7 black pawn · g7 black pawn · h7 black pawn · a6 black bishop · b6 black pawn · d6 white knight · f6 black bishop · a4 white pawn · b4 white bishop · c4 black pawn · d4 black pawn · b3 white pawn · g3 white pawn · f2 white pawn · g2 white bishop · h2 white pawn · a1 white rook · d1 white queen · f1 white rook · g1 white king | c8 black rook · d8 black queen · e8 black rook · g8 black king · a7 black pawn · d7 black knight · f7 black pawn · g7 black pawn · h7 black pawn · a6 black bishop · b6 black pawn · d6 white knight · f6 black bishop · a4 white pawn · b4 white bishop · c4 black pawn · d4 black pawn · b3 white pawn · g3 white pawn · f2 white pawn · g2 white bishop · h2 white pawn · a1 white rook · d1 white queen · f1 white rook · g1 white king | c8 black rook · d8 black queen · e8 black rook · g8 black king · a7 black pawn · d7 black knight · f7 black pawn · g7 black pawn · h7 black pawn · a6 black bishop · b6 black pawn · d6 white knight · f6 black bishop · a4 white pawn · b4 white bishop · c4 black pawn · d4 black pawn · b3 white pawn · g3 white pawn · f2 white pawn · g2 white bishop · h2 white pawn · a1 white rook · d1 white queen · f1 white rook · g1 white king | c8 black rook · d8 black queen · e8 black rook · g8 black king · a7 black pawn · d7 black knight · f7 black pawn · g7 black pawn · h7 black pawn · a6 black bishop · b6 black pawn · d6 white knight · f6 black bishop · a4 white pawn · b4 white bishop · c4 black pawn · d4 black pawn · b3 white pawn · g3 white pawn · f2 white pawn · g2 white bishop · h2 white pawn · a1 white rook · d1 white queen · f1 white rook · g1 white king | c8 black rook · d8 black queen · e8 black rook · g8 black king · a7 black pawn · d7 black knight · f7 black pawn · g7 black pawn · h7 black pawn · a6 black bishop · b6 black pawn · d6 white knight · f6 black bishop · a4 white pawn · b4 white bishop · c4 black pawn · d4 black pawn · b3 white pawn · g3 white pawn · f2 white pawn · g2 white bishop · h2 white pawn · a1 white rook · d1 white queen · f1 white rook · g1 white king | c8 black rook · d8 black queen · e8 black rook · g8 black king · a7 black pawn · d7 black knight · f7 black pawn · g7 black pawn · h7 black pawn · a6 black bishop · b6 black pawn · d6 white knight · f6 black bishop · a4 white pawn · b4 white bishop · c4 black pawn · d4 black pawn · b3 white pawn · g3 white pawn · f2 white pawn · g2 white bishop · h2 white pawn · a1 white rook · d1 white queen · f1 white rook · g1 white king | 6 |
| 5 | c8 black rook · d8 black queen · e8 black rook · g8 black king · a7 black pawn · d7 black knight · f7 black pawn · g7 black pawn · h7 black pawn · a6 black bishop · b6 black pawn · d6 white knight · f6 black bishop · a4 white pawn · b4 white bishop · c4 black pawn · d4 black pawn · b3 white pawn · g3 white pawn · f2 white pawn · g2 white bishop · h2 white pawn · a1 white rook · d1 white queen · f1 white rook · g1 white king | c8 black rook · d8 black queen · e8 black rook · g8 black king · a7 black pawn · d7 black knight · f7 black pawn · g7 black pawn · h7 black pawn · a6 black bishop · b6 black pawn · d6 white knight · f6 black bishop · a4 white pawn · b4 white bishop · c4 black pawn · d4 black pawn · b3 white pawn · g3 white pawn · f2 white pawn · g2 white bishop · h2 white pawn · a1 white rook · d1 white queen · f1 white rook · g1 white king | c8 black rook · d8 black queen · e8 black rook · g8 black king · a7 black pawn · d7 black knight · f7 black pawn · g7 black pawn · h7 black pawn · a6 black bishop · b6 black pawn · d6 white knight · f6 black bishop · a4 white pawn · b4 white bishop · c4 black pawn · d4 black pawn · b3 white pawn · g3 white pawn · f2 white pawn · g2 white bishop · h2 white pawn · a1 white rook · d1 white queen · f1 white rook · g1 white king | c8 black rook · d8 black queen · e8 black rook · g8 black king · a7 black pawn · d7 black knight · f7 black pawn · g7 black pawn · h7 black pawn · a6 black bishop · b6 black pawn · d6 white knight · f6 black bishop · a4 white pawn · b4 white bishop · c4 black pawn · d4 black pawn · b3 white pawn · g3 white pawn · f2 white pawn · g2 white bishop · h2 white pawn · a1 white rook · d1 white queen · f1 white rook · g1 white king | c8 black rook · d8 black queen · e8 black rook · g8 black king · a7 black pawn · d7 black knight · f7 black pawn · g7 black pawn · h7 black pawn · a6 black bishop · b6 black pawn · d6 white knight · f6 black bishop · a4 white pawn · b4 white bishop · c4 black pawn · d4 black pawn · b3 white pawn · g3 white pawn · f2 white pawn · g2 white bishop · h2 white pawn · a1 white rook · d1 white queen · f1 white rook · g1 white king | c8 black rook · d8 black queen · e8 black rook · g8 black king · a7 black pawn · d7 black knight · f7 black pawn · g7 black pawn · h7 black pawn · a6 black bishop · b6 black pawn · d6 white knight · f6 black bishop · a4 white pawn · b4 white bishop · c4 black pawn · d4 black pawn · b3 white pawn · g3 white pawn · f2 white pawn · g2 white bishop · h2 white pawn · a1 white rook · d1 white queen · f1 white rook · g1 white king | c8 black rook · d8 black queen · e8 black rook · g8 black king · a7 black pawn · d7 black knight · f7 black pawn · g7 black pawn · h7 black pawn · a6 black bishop · b6 black pawn · d6 white knight · f6 black bishop · a4 white pawn · b4 white bishop · c4 black pawn · d4 black pawn · b3 white pawn · g3 white pawn · f2 white pawn · g2 white bishop · h2 white pawn · a1 white rook · d1 white queen · f1 white rook · g1 white king | c8 black rook · d8 black queen · e8 black rook · g8 black king · a7 black pawn · d7 black knight · f7 black pawn · g7 black pawn · h7 black pawn · a6 black bishop · b6 black pawn · d6 white knight · f6 black bishop · a4 white pawn · b4 white bishop · c4 black pawn · d4 black pawn · b3 white pawn · g3 white pawn · f2 white pawn · g2 white bishop · h2 white pawn · a1 white rook · d1 white queen · f1 white rook · g1 white king | 5 |
| 4 | c8 black rook · d8 black queen · e8 black rook · g8 black king · a7 black pawn · d7 black knight · f7 black pawn · g7 black pawn · h7 black pawn · a6 black bishop · b6 black pawn · d6 white knight · f6 black bishop · a4 white pawn · b4 white bishop · c4 black pawn · d4 black pawn · b3 white pawn · g3 white pawn · f2 white pawn · g2 white bishop · h2 white pawn · a1 white rook · d1 white queen · f1 white rook · g1 white king | c8 black rook · d8 black queen · e8 black rook · g8 black king · a7 black pawn · d7 black knight · f7 black pawn · g7 black pawn · h7 black pawn · a6 black bishop · b6 black pawn · d6 white knight · f6 black bishop · a4 white pawn · b4 white bishop · c4 black pawn · d4 black pawn · b3 white pawn · g3 white pawn · f2 white pawn · g2 white bishop · h2 white pawn · a1 white rook · d1 white queen · f1 white rook · g1 white king | c8 black rook · d8 black queen · e8 black rook · g8 black king · a7 black pawn · d7 black knight · f7 black pawn · g7 black pawn · h7 black pawn · a6 black bishop · b6 black pawn · d6 white knight · f6 black bishop · a4 white pawn · b4 white bishop · c4 black pawn · d4 black pawn · b3 white pawn · g3 white pawn · f2 white pawn · g2 white bishop · h2 white pawn · a1 white rook · d1 white queen · f1 white rook · g1 white king | c8 black rook · d8 black queen · e8 black rook · g8 black king · a7 black pawn · d7 black knight · f7 black pawn · g7 black pawn · h7 black pawn · a6 black bishop · b6 black pawn · d6 white knight · f6 black bishop · a4 white pawn · b4 white bishop · c4 black pawn · d4 black pawn · b3 white pawn · g3 white pawn · f2 white pawn · g2 white bishop · h2 white pawn · a1 white rook · d1 white queen · f1 white rook · g1 white king | c8 black rook · d8 black queen · e8 black rook · g8 black king · a7 black pawn · d7 black knight · f7 black pawn · g7 black pawn · h7 black pawn · a6 black bishop · b6 black pawn · d6 white knight · f6 black bishop · a4 white pawn · b4 white bishop · c4 black pawn · d4 black pawn · b3 white pawn · g3 white pawn · f2 white pawn · g2 white bishop · h2 white pawn · a1 white rook · d1 white queen · f1 white rook · g1 white king | c8 black rook · d8 black queen · e8 black rook · g8 black king · a7 black pawn · d7 black knight · f7 black pawn · g7 black pawn · h7 black pawn · a6 black bishop · b6 black pawn · d6 white knight · f6 black bishop · a4 white pawn · b4 white bishop · c4 black pawn · d4 black pawn · b3 white pawn · g3 white pawn · f2 white pawn · g2 white bishop · h2 white pawn · a1 white rook · d1 white queen · f1 white rook · g1 white king | c8 black rook · d8 black queen · e8 black rook · g8 black king · a7 black pawn · d7 black knight · f7 black pawn · g7 black pawn · h7 black pawn · a6 black bishop · b6 black pawn · d6 white knight · f6 black bishop · a4 white pawn · b4 white bishop · c4 black pawn · d4 black pawn · b3 white pawn · g3 white pawn · f2 white pawn · g2 white bishop · h2 white pawn · a1 white rook · d1 white queen · f1 white rook · g1 white king | c8 black rook · d8 black queen · e8 black rook · g8 black king · a7 black pawn · d7 black knight · f7 black pawn · g7 black pawn · h7 black pawn · a6 black bishop · b6 black pawn · d6 white knight · f6 black bishop · a4 white pawn · b4 white bishop · c4 black pawn · d4 black pawn · b3 white pawn · g3 white pawn · f2 white pawn · g2 white bishop · h2 white pawn · a1 white rook · d1 white queen · f1 white rook · g1 white king | 4 |
| 3 | c8 black rook · d8 black queen · e8 black rook · g8 black king · a7 black pawn · d7 black knight · f7 black pawn · g7 black pawn · h7 black pawn · a6 black bishop · b6 black pawn · d6 white knight · f6 black bishop · a4 white pawn · b4 white bishop · c4 black pawn · d4 black pawn · b3 white pawn · g3 white pawn · f2 white pawn · g2 white bishop · h2 white pawn · a1 white rook · d1 white queen · f1 white rook · g1 white king | c8 black rook · d8 black queen · e8 black rook · g8 black king · a7 black pawn · d7 black knight · f7 black pawn · g7 black pawn · h7 black pawn · a6 black bishop · b6 black pawn · d6 white knight · f6 black bishop · a4 white pawn · b4 white bishop · c4 black pawn · d4 black pawn · b3 white pawn · g3 white pawn · f2 white pawn · g2 white bishop · h2 white pawn · a1 white rook · d1 white queen · f1 white rook · g1 white king | c8 black rook · d8 black queen · e8 black rook · g8 black king · a7 black pawn · d7 black knight · f7 black pawn · g7 black pawn · h7 black pawn · a6 black bishop · b6 black pawn · d6 white knight · f6 black bishop · a4 white pawn · b4 white bishop · c4 black pawn · d4 black pawn · b3 white pawn · g3 white pawn · f2 white pawn · g2 white bishop · h2 white pawn · a1 white rook · d1 white queen · f1 white rook · g1 white king | c8 black rook · d8 black queen · e8 black rook · g8 black king · a7 black pawn · d7 black knight · f7 black pawn · g7 black pawn · h7 black pawn · a6 black bishop · b6 black pawn · d6 white knight · f6 black bishop · a4 white pawn · b4 white bishop · c4 black pawn · d4 black pawn · b3 white pawn · g3 white pawn · f2 white pawn · g2 white bishop · h2 white pawn · a1 white rook · d1 white queen · f1 white rook · g1 white king | c8 black rook · d8 black queen · e8 black rook · g8 black king · a7 black pawn · d7 black knight · f7 black pawn · g7 black pawn · h7 black pawn · a6 black bishop · b6 black pawn · d6 white knight · f6 black bishop · a4 white pawn · b4 white bishop · c4 black pawn · d4 black pawn · b3 white pawn · g3 white pawn · f2 white pawn · g2 white bishop · h2 white pawn · a1 white rook · d1 white queen · f1 white rook · g1 white king | c8 black rook · d8 black queen · e8 black rook · g8 black king · a7 black pawn · d7 black knight · f7 black pawn · g7 black pawn · h7 black pawn · a6 black bishop · b6 black pawn · d6 white knight · f6 black bishop · a4 white pawn · b4 white bishop · c4 black pawn · d4 black pawn · b3 white pawn · g3 white pawn · f2 white pawn · g2 white bishop · h2 white pawn · a1 white rook · d1 white queen · f1 white rook · g1 white king | c8 black rook · d8 black queen · e8 black rook · g8 black king · a7 black pawn · d7 black knight · f7 black pawn · g7 black pawn · h7 black pawn · a6 black bishop · b6 black pawn · d6 white knight · f6 black bishop · a4 white pawn · b4 white bishop · c4 black pawn · d4 black pawn · b3 white pawn · g3 white pawn · f2 white pawn · g2 white bishop · h2 white pawn · a1 white rook · d1 white queen · f1 white rook · g1 white king | c8 black rook · d8 black queen · e8 black rook · g8 black king · a7 black pawn · d7 black knight · f7 black pawn · g7 black pawn · h7 black pawn · a6 black bishop · b6 black pawn · d6 white knight · f6 black bishop · a4 white pawn · b4 white bishop · c4 black pawn · d4 black pawn · b3 white pawn · g3 white pawn · f2 white pawn · g2 white bishop · h2 white pawn · a1 white rook · d1 white queen · f1 white rook · g1 white king | 3 |
| 2 | c8 black rook · d8 black queen · e8 black rook · g8 black king · a7 black pawn · d7 black knight · f7 black pawn · g7 black pawn · h7 black pawn · a6 black bishop · b6 black pawn · d6 white knight · f6 black bishop · a4 white pawn · b4 white bishop · c4 black pawn · d4 black pawn · b3 white pawn · g3 white pawn · f2 white pawn · g2 white bishop · h2 white pawn · a1 white rook · d1 white queen · f1 white rook · g1 white king | c8 black rook · d8 black queen · e8 black rook · g8 black king · a7 black pawn · d7 black knight · f7 black pawn · g7 black pawn · h7 black pawn · a6 black bishop · b6 black pawn · d6 white knight · f6 black bishop · a4 white pawn · b4 white bishop · c4 black pawn · d4 black pawn · b3 white pawn · g3 white pawn · f2 white pawn · g2 white bishop · h2 white pawn · a1 white rook · d1 white queen · f1 white rook · g1 white king | c8 black rook · d8 black queen · e8 black rook · g8 black king · a7 black pawn · d7 black knight · f7 black pawn · g7 black pawn · h7 black pawn · a6 black bishop · b6 black pawn · d6 white knight · f6 black bishop · a4 white pawn · b4 white bishop · c4 black pawn · d4 black pawn · b3 white pawn · g3 white pawn · f2 white pawn · g2 white bishop · h2 white pawn · a1 white rook · d1 white queen · f1 white rook · g1 white king | c8 black rook · d8 black queen · e8 black rook · g8 black king · a7 black pawn · d7 black knight · f7 black pawn · g7 black pawn · h7 black pawn · a6 black bishop · b6 black pawn · d6 white knight · f6 black bishop · a4 white pawn · b4 white bishop · c4 black pawn · d4 black pawn · b3 white pawn · g3 white pawn · f2 white pawn · g2 white bishop · h2 white pawn · a1 white rook · d1 white queen · f1 white rook · g1 white king | c8 black rook · d8 black queen · e8 black rook · g8 black king · a7 black pawn · d7 black knight · f7 black pawn · g7 black pawn · h7 black pawn · a6 black bishop · b6 black pawn · d6 white knight · f6 black bishop · a4 white pawn · b4 white bishop · c4 black pawn · d4 black pawn · b3 white pawn · g3 white pawn · f2 white pawn · g2 white bishop · h2 white pawn · a1 white rook · d1 white queen · f1 white rook · g1 white king | c8 black rook · d8 black queen · e8 black rook · g8 black king · a7 black pawn · d7 black knight · f7 black pawn · g7 black pawn · h7 black pawn · a6 black bishop · b6 black pawn · d6 white knight · f6 black bishop · a4 white pawn · b4 white bishop · c4 black pawn · d4 black pawn · b3 white pawn · g3 white pawn · f2 white pawn · g2 white bishop · h2 white pawn · a1 white rook · d1 white queen · f1 white rook · g1 white king | c8 black rook · d8 black queen · e8 black rook · g8 black king · a7 black pawn · d7 black knight · f7 black pawn · g7 black pawn · h7 black pawn · a6 black bishop · b6 black pawn · d6 white knight · f6 black bishop · a4 white pawn · b4 white bishop · c4 black pawn · d4 black pawn · b3 white pawn · g3 white pawn · f2 white pawn · g2 white bishop · h2 white pawn · a1 white rook · d1 white queen · f1 white rook · g1 white king | c8 black rook · d8 black queen · e8 black rook · g8 black king · a7 black pawn · d7 black knight · f7 black pawn · g7 black pawn · h7 black pawn · a6 black bishop · b6 black pawn · d6 white knight · f6 black bishop · a4 white pawn · b4 white bishop · c4 black pawn · d4 black pawn · b3 white pawn · g3 white pawn · f2 white pawn · g2 white bishop · h2 white pawn · a1 white rook · d1 white queen · f1 white rook · g1 white king | 2 |
| 1 | c8 black rook · d8 black queen · e8 black rook · g8 black king · a7 black pawn · d7 black knight · f7 black pawn · g7 black pawn · h7 black pawn · a6 black bishop · b6 black pawn · d6 white knight · f6 black bishop · a4 white pawn · b4 white bishop · c4 black pawn · d4 black pawn · b3 white pawn · g3 white pawn · f2 white pawn · g2 white bishop · h2 white pawn · a1 white rook · d1 white queen · f1 white rook · g1 white king | c8 black rook · d8 black queen · e8 black rook · g8 black king · a7 black pawn · d7 black knight · f7 black pawn · g7 black pawn · h7 black pawn · a6 black bishop · b6 black pawn · d6 white knight · f6 black bishop · a4 white pawn · b4 white bishop · c4 black pawn · d4 black pawn · b3 white pawn · g3 white pawn · f2 white pawn · g2 white bishop · h2 white pawn · a1 white rook · d1 white queen · f1 white rook · g1 white king | c8 black rook · d8 black queen · e8 black rook · g8 black king · a7 black pawn · d7 black knight · f7 black pawn · g7 black pawn · h7 black pawn · a6 black bishop · b6 black pawn · d6 white knight · f6 black bishop · a4 white pawn · b4 white bishop · c4 black pawn · d4 black pawn · b3 white pawn · g3 white pawn · f2 white pawn · g2 white bishop · h2 white pawn · a1 white rook · d1 white queen · f1 white rook · g1 white king | c8 black rook · d8 black queen · e8 black rook · g8 black king · a7 black pawn · d7 black knight · f7 black pawn · g7 black pawn · h7 black pawn · a6 black bishop · b6 black pawn · d6 white knight · f6 black bishop · a4 white pawn · b4 white bishop · c4 black pawn · d4 black pawn · b3 white pawn · g3 white pawn · f2 white pawn · g2 white bishop · h2 white pawn · a1 white rook · d1 white queen · f1 white rook · g1 white king | c8 black rook · d8 black queen · e8 black rook · g8 black king · a7 black pawn · d7 black knight · f7 black pawn · g7 black pawn · h7 black pawn · a6 black bishop · b6 black pawn · d6 white knight · f6 black bishop · a4 white pawn · b4 white bishop · c4 black pawn · d4 black pawn · b3 white pawn · g3 white pawn · f2 white pawn · g2 white bishop · h2 white pawn · a1 white rook · d1 white queen · f1 white rook · g1 white king | c8 black rook · d8 black queen · e8 black rook · g8 black king · a7 black pawn · d7 black knight · f7 black pawn · g7 black pawn · h7 black pawn · a6 black bishop · b6 black pawn · d6 white knight · f6 black bishop · a4 white pawn · b4 white bishop · c4 black pawn · d4 black pawn · b3 white pawn · g3 white pawn · f2 white pawn · g2 white bishop · h2 white pawn · a1 white rook · d1 white queen · f1 white rook · g1 white king | c8 black rook · d8 black queen · e8 black rook · g8 black king · a7 black pawn · d7 black knight · f7 black pawn · g7 black pawn · h7 black pawn · a6 black bishop · b6 black pawn · d6 white knight · f6 black bishop · a4 white pawn · b4 white bishop · c4 black pawn · d4 black pawn · b3 white pawn · g3 white pawn · f2 white pawn · g2 white bishop · h2 white pawn · a1 white rook · d1 white queen · f1 white rook · g1 white king | c8 black rook · d8 black queen · e8 black rook · g8 black king · a7 black pawn · d7 black knight · f7 black pawn · g7 black pawn · h7 black pawn · a6 black bishop · b6 black pawn · d6 white knight · f6 black bishop · a4 white pawn · b4 white bishop · c4 black pawn · d4 black pawn · b3 white pawn · g3 white pawn · f2 white pawn · g2 white bishop · h2 white pawn · a1 white rook · d1 white queen · f1 white rook · g1 white king | 1 |
|   | a | b | c | d | e | f | g | h |   |

|   | a | b | c | d | e | f | g | h |   |
| 8 | c8 black rook · d8 black queen · e8 black rook · g8 black king · a7 black pawn · d7 black knight · f7 black pawn · g7 black pawn · h7 black pawn · a6 black bishop · b6 black pawn · d6 white knight · f6 black bishop · a4 white pawn · b4 white bishop · c4 black pawn · d4 black pawn · b3 white pawn · g3 white pawn · f2 white pawn · g2 white bishop · h2 white pawn · a1 white rook · d1 white queen · f1 white rook · g1 white king | c8 black rook · d8 black queen · e8 black rook · g8 black king · a7 black pawn · d7 black knight · f7 black pawn · g7 black pawn · h7 black pawn · a6 black bishop · b6 black pawn · d6 white knight · f6 black bishop · a4 white pawn · b4 white bishop · c4 black pawn · d4 black pawn · b3 white pawn · g3 white pawn · f2 white pawn · g2 white bishop · h2 white pawn · a1 white rook · d1 white queen · f1 white rook · g1 white king | c8 black rook · d8 black queen · e8 black rook · g8 black king · a7 black pawn · d7 black knight · f7 black pawn · g7 black pawn · h7 black pawn · a6 black bishop · b6 black pawn · d6 white knight · f6 black bishop · a4 white pawn · b4 white bishop · c4 black pawn · d4 black pawn · b3 white pawn · g3 white pawn · f2 white pawn · g2 white bishop · h2 white pawn · a1 white rook · d1 white queen · f1 white rook · g1 white king | c8 black rook · d8 black queen · e8 black rook · g8 black king · a7 black pawn · d7 black knight · f7 black pawn · g7 black pawn · h7 black pawn · a6 black bishop · b6 black pawn · d6 white knight · f6 black bishop · a4 white pawn · b4 white bishop · c4 black pawn · d4 black pawn · b3 white pawn · g3 white pawn · f2 white pawn · g2 white bishop · h2 white pawn · a1 white rook · d1 white queen · f1 white rook · g1 white king | c8 black rook · d8 black queen · e8 black rook · g8 black king · a7 black pawn · d7 black knight · f7 black pawn · g7 black pawn · h7 black pawn · a6 black bishop · b6 black pawn · d6 white knight · f6 black bishop · a4 white pawn · b4 white bishop · c4 black pawn · d4 black pawn · b3 white pawn · g3 white pawn · f2 white pawn · g2 white bishop · h2 white pawn · a1 white rook · d1 white queen · f1 white rook · g1 white king | c8 black rook · d8 black queen · e8 black rook · g8 black king · a7 black pawn · d7 black knight · f7 black pawn · g7 black pawn · h7 black pawn · a6 black bishop · b6 black pawn · d6 white knight · f6 black bishop · a4 white pawn · b4 white bishop · c4 black pawn · d4 black pawn · b3 white pawn · g3 white pawn · f2 white pawn · g2 white bishop · h2 white pawn · a1 white rook · d1 white queen · f1 white rook · g1 white king | c8 black rook · d8 black queen · e8 black rook · g8 black king · a7 black pawn · d7 black knight · f7 black pawn · g7 black pawn · h7 black pawn · a6 black bishop · b6 black pawn · d6 white knight · f6 black bishop · a4 white pawn · b4 white bishop · c4 black pawn · d4 black pawn · b3 white pawn · g3 white pawn · f2 white pawn · g2 white bishop · h2 white pawn · a1 white rook · d1 white queen · f1 white rook · g1 white king | c8 black rook · d8 black queen · e8 black rook · g8 black king · a7 black pawn · d7 black knight · f7 black pawn · g7 black pawn · h7 black pawn · a6 black bishop · b6 black pawn · d6 white knight · f6 black bishop · a4 white pawn · b4 white bishop · c4 black pawn · d4 black pawn · b3 white pawn · g3 white pawn · f2 white pawn · g2 white bishop · h2 white pawn · a1 white rook · d1 white queen · f1 white rook · g1 white king | 8 |
| 7 | c8 black rook · d8 black queen · e8 black rook · g8 black king · a7 black pawn · d7 black knight · f7 black pawn · g7 black pawn · h7 black pawn · a6 black bishop · b6 black pawn · d6 white knight · f6 black bishop · a4 white pawn · b4 white bishop · c4 black pawn · d4 black pawn · b3 white pawn · g3 white pawn · f2 white pawn · g2 white bishop · h2 white pawn · a1 white rook · d1 white queen · f1 white rook · g1 white king | c8 black rook · d8 black queen · e8 black rook · g8 black king · a7 black pawn · d7 black knight · f7 black pawn · g7 black pawn · h7 black pawn · a6 black bishop · b6 black pawn · d6 white knight · f6 black bishop · a4 white pawn · b4 white bishop · c4 black pawn · d4 black pawn · b3 white pawn · g3 white pawn · f2 white pawn · g2 white bishop · h2 white pawn · a1 white rook · d1 white queen · f1 white rook · g1 white king | c8 black rook · d8 black queen · e8 black rook · g8 black king · a7 black pawn · d7 black knight · f7 black pawn · g7 black pawn · h7 black pawn · a6 black bishop · b6 black pawn · d6 white knight · f6 black bishop · a4 white pawn · b4 white bishop · c4 black pawn · d4 black pawn · b3 white pawn · g3 white pawn · f2 white pawn · g2 white bishop · h2 white pawn · a1 white rook · d1 white queen · f1 white rook · g1 white king | c8 black rook · d8 black queen · e8 black rook · g8 black king · a7 black pawn · d7 black knight · f7 black pawn · g7 black pawn · h7 black pawn · a6 black bishop · b6 black pawn · d6 white knight · f6 black bishop · a4 white pawn · b4 white bishop · c4 black pawn · d4 black pawn · b3 white pawn · g3 white pawn · f2 white pawn · g2 white bishop · h2 white pawn · a1 white rook · d1 white queen · f1 white rook · g1 white king | c8 black rook · d8 black queen · e8 black rook · g8 black king · a7 black pawn · d7 black knight · f7 black pawn · g7 black pawn · h7 black pawn · a6 black bishop · b6 black pawn · d6 white knight · f6 black bishop · a4 white pawn · b4 white bishop · c4 black pawn · d4 black pawn · b3 white pawn · g3 white pawn · f2 white pawn · g2 white bishop · h2 white pawn · a1 white rook · d1 white queen · f1 white rook · g1 white king | c8 black rook · d8 black queen · e8 black rook · g8 black king · a7 black pawn · d7 black knight · f7 black pawn · g7 black pawn · h7 black pawn · a6 black bishop · b6 black pawn · d6 white knight · f6 black bishop · a4 white pawn · b4 white bishop · c4 black pawn · d4 black pawn · b3 white pawn · g3 white pawn · f2 white pawn · g2 white bishop · h2 white pawn · a1 white rook · d1 white queen · f1 white rook · g1 white king | c8 black rook · d8 black queen · e8 black rook · g8 black king · a7 black pawn · d7 black knight · f7 black pawn · g7 black pawn · h7 black pawn · a6 black bishop · b6 black pawn · d6 white knight · f6 black bishop · a4 white pawn · b4 white bishop · c4 black pawn · d4 black pawn · b3 white pawn · g3 white pawn · f2 white pawn · g2 white bishop · h2 white pawn · a1 white rook · d1 white queen · f1 white rook · g1 white king | c8 black rook · d8 black queen · e8 black rook · g8 black king · a7 black pawn · d7 black knight · f7 black pawn · g7 black pawn · h7 black pawn · a6 black bishop · b6 black pawn · d6 white knight · f6 black bishop · a4 white pawn · b4 white bishop · c4 black pawn · d4 black pawn · b3 white pawn · g3 white pawn · f2 white pawn · g2 white bishop · h2 white pawn · a1 white rook · d1 white queen · f1 white rook · g1 white king | 7 |
| 6 | c8 black rook · d8 black queen · e8 black rook · g8 black king · a7 black pawn · d7 black knight · f7 black pawn · g7 black pawn · h7 black pawn · a6 black bishop · b6 black pawn · d6 white knight · f6 black bishop · a4 white pawn · b4 white bishop · c4 black pawn · d4 black pawn · b3 white pawn · g3 white pawn · f2 white pawn · g2 white bishop · h2 white pawn · a1 white rook · d1 white queen · f1 white rook · g1 white king | c8 black rook · d8 black queen · e8 black rook · g8 black king · a7 black pawn · d7 black knight · f7 black pawn · g7 black pawn · h7 black pawn · a6 black bishop · b6 black pawn · d6 white knight · f6 black bishop · a4 white pawn · b4 white bishop · c4 black pawn · d4 black pawn · b3 white pawn · g3 white pawn · f2 white pawn · g2 white bishop · h2 white pawn · a1 white rook · d1 white queen · f1 white rook · g1 white king | c8 black rook · d8 black queen · e8 black rook · g8 black king · a7 black pawn · d7 black knight · f7 black pawn · g7 black pawn · h7 black pawn · a6 black bishop · b6 black pawn · d6 white knight · f6 black bishop · a4 white pawn · b4 white bishop · c4 black pawn · d4 black pawn · b3 white pawn · g3 white pawn · f2 white pawn · g2 white bishop · h2 white pawn · a1 white rook · d1 white queen · f1 white rook · g1 white king | c8 black rook · d8 black queen · e8 black rook · g8 black king · a7 black pawn · d7 black knight · f7 black pawn · g7 black pawn · h7 black pawn · a6 black bishop · b6 black pawn · d6 white knight · f6 black bishop · a4 white pawn · b4 white bishop · c4 black pawn · d4 black pawn · b3 white pawn · g3 white pawn · f2 white pawn · g2 white bishop · h2 white pawn · a1 white rook · d1 white queen · f1 white rook · g1 white king | c8 black rook · d8 black queen · e8 black rook · g8 black king · a7 black pawn · d7 black knight · f7 black pawn · g7 black pawn · h7 black pawn · a6 black bishop · b6 black pawn · d6 white knight · f6 black bishop · a4 white pawn · b4 white bishop · c4 black pawn · d4 black pawn · b3 white pawn · g3 white pawn · f2 white pawn · g2 white bishop · h2 white pawn · a1 white rook · d1 white queen · f1 white rook · g1 white king | c8 black rook · d8 black queen · e8 black rook · g8 black king · a7 black pawn · d7 black knight · f7 black pawn · g7 black pawn · h7 black pawn · a6 black bishop · b6 black pawn · d6 white knight · f6 black bishop · a4 white pawn · b4 white bishop · c4 black pawn · d4 black pawn · b3 white pawn · g3 white pawn · f2 white pawn · g2 white bishop · h2 white pawn · a1 white rook · d1 white queen · f1 white rook · g1 white king | c8 black rook · d8 black queen · e8 black rook · g8 black king · a7 black pawn · d7 black knight · f7 black pawn · g7 black pawn · h7 black pawn · a6 black bishop · b6 black pawn · d6 white knight · f6 black bishop · a4 white pawn · b4 white bishop · c4 black pawn · d4 black pawn · b3 white pawn · g3 white pawn · f2 white pawn · g2 white bishop · h2 white pawn · a1 white rook · d1 white queen · f1 white rook · g1 white king | c8 black rook · d8 black queen · e8 black rook · g8 black king · a7 black pawn · d7 black knight · f7 black pawn · g7 black pawn · h7 black pawn · a6 black bishop · b6 black pawn · d6 white knight · f6 black bishop · a4 white pawn · b4 white bishop · c4 black pawn · d4 black pawn · b3 white pawn · g3 white pawn · f2 white pawn · g2 white bishop · h2 white pawn · a1 white rook · d1 white queen · f1 white rook · g1 white king | 6 |
| 5 | c8 black rook · d8 black queen · e8 black rook · g8 black king · a7 black pawn · d7 black knight · f7 black pawn · g7 black pawn · h7 black pawn · a6 black bishop · b6 black pawn · d6 white knight · f6 black bishop · a4 white pawn · b4 white bishop · c4 black pawn · d4 black pawn · b3 white pawn · g3 white pawn · f2 white pawn · g2 white bishop · h2 white pawn · a1 white rook · d1 white queen · f1 white rook · g1 white king | c8 black rook · d8 black queen · e8 black rook · g8 black king · a7 black pawn · d7 black knight · f7 black pawn · g7 black pawn · h7 black pawn · a6 black bishop · b6 black pawn · d6 white knight · f6 black bishop · a4 white pawn · b4 white bishop · c4 black pawn · d4 black pawn · b3 white pawn · g3 white pawn · f2 white pawn · g2 white bishop · h2 white pawn · a1 white rook · d1 white queen · f1 white rook · g1 white king | c8 black rook · d8 black queen · e8 black rook · g8 black king · a7 black pawn · d7 black knight · f7 black pawn · g7 black pawn · h7 black pawn · a6 black bishop · b6 black pawn · d6 white knight · f6 black bishop · a4 white pawn · b4 white bishop · c4 black pawn · d4 black pawn · b3 white pawn · g3 white pawn · f2 white pawn · g2 white bishop · h2 white pawn · a1 white rook · d1 white queen · f1 white rook · g1 white king | c8 black rook · d8 black queen · e8 black rook · g8 black king · a7 black pawn · d7 black knight · f7 black pawn · g7 black pawn · h7 black pawn · a6 black bishop · b6 black pawn · d6 white knight · f6 black bishop · a4 white pawn · b4 white bishop · c4 black pawn · d4 black pawn · b3 white pawn · g3 white pawn · f2 white pawn · g2 white bishop · h2 white pawn · a1 white rook · d1 white queen · f1 white rook · g1 white king | c8 black rook · d8 black queen · e8 black rook · g8 black king · a7 black pawn · d7 black knight · f7 black pawn · g7 black pawn · h7 black pawn · a6 black bishop · b6 black pawn · d6 white knight · f6 black bishop · a4 white pawn · b4 white bishop · c4 black pawn · d4 black pawn · b3 white pawn · g3 white pawn · f2 white pawn · g2 white bishop · h2 white pawn · a1 white rook · d1 white queen · f1 white rook · g1 white king | c8 black rook · d8 black queen · e8 black rook · g8 black king · a7 black pawn · d7 black knight · f7 black pawn · g7 black pawn · h7 black pawn · a6 black bishop · b6 black pawn · d6 white knight · f6 black bishop · a4 white pawn · b4 white bishop · c4 black pawn · d4 black pawn · b3 white pawn · g3 white pawn · f2 white pawn · g2 white bishop · h2 white pawn · a1 white rook · d1 white queen · f1 white rook · g1 white king | c8 black rook · d8 black queen · e8 black rook · g8 black king · a7 black pawn · d7 black knight · f7 black pawn · g7 black pawn · h7 black pawn · a6 black bishop · b6 black pawn · d6 white knight · f6 black bishop · a4 white pawn · b4 white bishop · c4 black pawn · d4 black pawn · b3 white pawn · g3 white pawn · f2 white pawn · g2 white bishop · h2 white pawn · a1 white rook · d1 white queen · f1 white rook · g1 white king | c8 black rook · d8 black queen · e8 black rook · g8 black king · a7 black pawn · d7 black knight · f7 black pawn · g7 black pawn · h7 black pawn · a6 black bishop · b6 black pawn · d6 white knight · f6 black bishop · a4 white pawn · b4 white bishop · c4 black pawn · d4 black pawn · b3 white pawn · g3 white pawn · f2 white pawn · g2 white bishop · h2 white pawn · a1 white rook · d1 white queen · f1 white rook · g1 white king | 5 |
| 4 | c8 black rook · d8 black queen · e8 black rook · g8 black king · a7 black pawn · d7 black knight · f7 black pawn · g7 black pawn · h7 black pawn · a6 black bishop · b6 black pawn · d6 white knight · f6 black bishop · a4 white pawn · b4 white bishop · c4 black pawn · d4 black pawn · b3 white pawn · g3 white pawn · f2 white pawn · g2 white bishop · h2 white pawn · a1 white rook · d1 white queen · f1 white rook · g1 white king | c8 black rook · d8 black queen · e8 black rook · g8 black king · a7 black pawn · d7 black knight · f7 black pawn · g7 black pawn · h7 black pawn · a6 black bishop · b6 black pawn · d6 white knight · f6 black bishop · a4 white pawn · b4 white bishop · c4 black pawn · d4 black pawn · b3 white pawn · g3 white pawn · f2 white pawn · g2 white bishop · h2 white pawn · a1 white rook · d1 white queen · f1 white rook · g1 white king | c8 black rook · d8 black queen · e8 black rook · g8 black king · a7 black pawn · d7 black knight · f7 black pawn · g7 black pawn · h7 black pawn · a6 black bishop · b6 black pawn · d6 white knight · f6 black bishop · a4 white pawn · b4 white bishop · c4 black pawn · d4 black pawn · b3 white pawn · g3 white pawn · f2 white pawn · g2 white bishop · h2 white pawn · a1 white rook · d1 white queen · f1 white rook · g1 white king | c8 black rook · d8 black queen · e8 black rook · g8 black king · a7 black pawn · d7 black knight · f7 black pawn · g7 black pawn · h7 black pawn · a6 black bishop · b6 black pawn · d6 white knight · f6 black bishop · a4 white pawn · b4 white bishop · c4 black pawn · d4 black pawn · b3 white pawn · g3 white pawn · f2 white pawn · g2 white bishop · h2 white pawn · a1 white rook · d1 white queen · f1 white rook · g1 white king | c8 black rook · d8 black queen · e8 black rook · g8 black king · a7 black pawn · d7 black knight · f7 black pawn · g7 black pawn · h7 black pawn · a6 black bishop · b6 black pawn · d6 white knight · f6 black bishop · a4 white pawn · b4 white bishop · c4 black pawn · d4 black pawn · b3 white pawn · g3 white pawn · f2 white pawn · g2 white bishop · h2 white pawn · a1 white rook · d1 white queen · f1 white rook · g1 white king | c8 black rook · d8 black queen · e8 black rook · g8 black king · a7 black pawn · d7 black knight · f7 black pawn · g7 black pawn · h7 black pawn · a6 black bishop · b6 black pawn · d6 white knight · f6 black bishop · a4 white pawn · b4 white bishop · c4 black pawn · d4 black pawn · b3 white pawn · g3 white pawn · f2 white pawn · g2 white bishop · h2 white pawn · a1 white rook · d1 white queen · f1 white rook · g1 white king | c8 black rook · d8 black queen · e8 black rook · g8 black king · a7 black pawn · d7 black knight · f7 black pawn · g7 black pawn · h7 black pawn · a6 black bishop · b6 black pawn · d6 white knight · f6 black bishop · a4 white pawn · b4 white bishop · c4 black pawn · d4 black pawn · b3 white pawn · g3 white pawn · f2 white pawn · g2 white bishop · h2 white pawn · a1 white rook · d1 white queen · f1 white rook · g1 white king | c8 black rook · d8 black queen · e8 black rook · g8 black king · a7 black pawn · d7 black knight · f7 black pawn · g7 black pawn · h7 black pawn · a6 black bishop · b6 black pawn · d6 white knight · f6 black bishop · a4 white pawn · b4 white bishop · c4 black pawn · d4 black pawn · b3 white pawn · g3 white pawn · f2 white pawn · g2 white bishop · h2 white pawn · a1 white rook · d1 white queen · f1 white rook · g1 white king | 4 |
| 3 | c8 black rook · d8 black queen · e8 black rook · g8 black king · a7 black pawn · d7 black knight · f7 black pawn · g7 black pawn · h7 black pawn · a6 black bishop · b6 black pawn · d6 white knight · f6 black bishop · a4 white pawn · b4 white bishop · c4 black pawn · d4 black pawn · b3 white pawn · g3 white pawn · f2 white pawn · g2 white bishop · h2 white pawn · a1 white rook · d1 white queen · f1 white rook · g1 white king | c8 black rook · d8 black queen · e8 black rook · g8 black king · a7 black pawn · d7 black knight · f7 black pawn · g7 black pawn · h7 black pawn · a6 black bishop · b6 black pawn · d6 white knight · f6 black bishop · a4 white pawn · b4 white bishop · c4 black pawn · d4 black pawn · b3 white pawn · g3 white pawn · f2 white pawn · g2 white bishop · h2 white pawn · a1 white rook · d1 white queen · f1 white rook · g1 white king | c8 black rook · d8 black queen · e8 black rook · g8 black king · a7 black pawn · d7 black knight · f7 black pawn · g7 black pawn · h7 black pawn · a6 black bishop · b6 black pawn · d6 white knight · f6 black bishop · a4 white pawn · b4 white bishop · c4 black pawn · d4 black pawn · b3 white pawn · g3 white pawn · f2 white pawn · g2 white bishop · h2 white pawn · a1 white rook · d1 white queen · f1 white rook · g1 white king | c8 black rook · d8 black queen · e8 black rook · g8 black king · a7 black pawn · d7 black knight · f7 black pawn · g7 black pawn · h7 black pawn · a6 black bishop · b6 black pawn · d6 white knight · f6 black bishop · a4 white pawn · b4 white bishop · c4 black pawn · d4 black pawn · b3 white pawn · g3 white pawn · f2 white pawn · g2 white bishop · h2 white pawn · a1 white rook · d1 white queen · f1 white rook · g1 white king | c8 black rook · d8 black queen · e8 black rook · g8 black king · a7 black pawn · d7 black knight · f7 black pawn · g7 black pawn · h7 black pawn · a6 black bishop · b6 black pawn · d6 white knight · f6 black bishop · a4 white pawn · b4 white bishop · c4 black pawn · d4 black pawn · b3 white pawn · g3 white pawn · f2 white pawn · g2 white bishop · h2 white pawn · a1 white rook · d1 white queen · f1 white rook · g1 white king | c8 black rook · d8 black queen · e8 black rook · g8 black king · a7 black pawn · d7 black knight · f7 black pawn · g7 black pawn · h7 black pawn · a6 black bishop · b6 black pawn · d6 white knight · f6 black bishop · a4 white pawn · b4 white bishop · c4 black pawn · d4 black pawn · b3 white pawn · g3 white pawn · f2 white pawn · g2 white bishop · h2 white pawn · a1 white rook · d1 white queen · f1 white rook · g1 white king | c8 black rook · d8 black queen · e8 black rook · g8 black king · a7 black pawn · d7 black knight · f7 black pawn · g7 black pawn · h7 black pawn · a6 black bishop · b6 black pawn · d6 white knight · f6 black bishop · a4 white pawn · b4 white bishop · c4 black pawn · d4 black pawn · b3 white pawn · g3 white pawn · f2 white pawn · g2 white bishop · h2 white pawn · a1 white rook · d1 white queen · f1 white rook · g1 white king | c8 black rook · d8 black queen · e8 black rook · g8 black king · a7 black pawn · d7 black knight · f7 black pawn · g7 black pawn · h7 black pawn · a6 black bishop · b6 black pawn · d6 white knight · f6 black bishop · a4 white pawn · b4 white bishop · c4 black pawn · d4 black pawn · b3 white pawn · g3 white pawn · f2 white pawn · g2 white bishop · h2 white pawn · a1 white rook · d1 white queen · f1 white rook · g1 white king | 3 |
| 2 | c8 black rook · d8 black queen · e8 black rook · g8 black king · a7 black pawn · d7 black knight · f7 black pawn · g7 black pawn · h7 black pawn · a6 black bishop · b6 black pawn · d6 white knight · f6 black bishop · a4 white pawn · b4 white bishop · c4 black pawn · d4 black pawn · b3 white pawn · g3 white pawn · f2 white pawn · g2 white bishop · h2 white pawn · a1 white rook · d1 white queen · f1 white rook · g1 white king | c8 black rook · d8 black queen · e8 black rook · g8 black king · a7 black pawn · d7 black knight · f7 black pawn · g7 black pawn · h7 black pawn · a6 black bishop · b6 black pawn · d6 white knight · f6 black bishop · a4 white pawn · b4 white bishop · c4 black pawn · d4 black pawn · b3 white pawn · g3 white pawn · f2 white pawn · g2 white bishop · h2 white pawn · a1 white rook · d1 white queen · f1 white rook · g1 white king | c8 black rook · d8 black queen · e8 black rook · g8 black king · a7 black pawn · d7 black knight · f7 black pawn · g7 black pawn · h7 black pawn · a6 black bishop · b6 black pawn · d6 white knight · f6 black bishop · a4 white pawn · b4 white bishop · c4 black pawn · d4 black pawn · b3 white pawn · g3 white pawn · f2 white pawn · g2 white bishop · h2 white pawn · a1 white rook · d1 white queen · f1 white rook · g1 white king | c8 black rook · d8 black queen · e8 black rook · g8 black king · a7 black pawn · d7 black knight · f7 black pawn · g7 black pawn · h7 black pawn · a6 black bishop · b6 black pawn · d6 white knight · f6 black bishop · a4 white pawn · b4 white bishop · c4 black pawn · d4 black pawn · b3 white pawn · g3 white pawn · f2 white pawn · g2 white bishop · h2 white pawn · a1 white rook · d1 white queen · f1 white rook · g1 white king | c8 black rook · d8 black queen · e8 black rook · g8 black king · a7 black pawn · d7 black knight · f7 black pawn · g7 black pawn · h7 black pawn · a6 black bishop · b6 black pawn · d6 white knight · f6 black bishop · a4 white pawn · b4 white bishop · c4 black pawn · d4 black pawn · b3 white pawn · g3 white pawn · f2 white pawn · g2 white bishop · h2 white pawn · a1 white rook · d1 white queen · f1 white rook · g1 white king | c8 black rook · d8 black queen · e8 black rook · g8 black king · a7 black pawn · d7 black knight · f7 black pawn · g7 black pawn · h7 black pawn · a6 black bishop · b6 black pawn · d6 white knight · f6 black bishop · a4 white pawn · b4 white bishop · c4 black pawn · d4 black pawn · b3 white pawn · g3 white pawn · f2 white pawn · g2 white bishop · h2 white pawn · a1 white rook · d1 white queen · f1 white rook · g1 white king | c8 black rook · d8 black queen · e8 black rook · g8 black king · a7 black pawn · d7 black knight · f7 black pawn · g7 black pawn · h7 black pawn · a6 black bishop · b6 black pawn · d6 white knight · f6 black bishop · a4 white pawn · b4 white bishop · c4 black pawn · d4 black pawn · b3 white pawn · g3 white pawn · f2 white pawn · g2 white bishop · h2 white pawn · a1 white rook · d1 white queen · f1 white rook · g1 white king | c8 black rook · d8 black queen · e8 black rook · g8 black king · a7 black pawn · d7 black knight · f7 black pawn · g7 black pawn · h7 black pawn · a6 black bishop · b6 black pawn · d6 white knight · f6 black bishop · a4 white pawn · b4 white bishop · c4 black pawn · d4 black pawn · b3 white pawn · g3 white pawn · f2 white pawn · g2 white bishop · h2 white pawn · a1 white rook · d1 white queen · f1 white rook · g1 white king | 2 |
| 1 | c8 black rook · d8 black queen · e8 black rook · g8 black king · a7 black pawn · d7 black knight · f7 black pawn · g7 black pawn · h7 black pawn · a6 black bishop · b6 black pawn · d6 white knight · f6 black bishop · a4 white pawn · b4 white bishop · c4 black pawn · d4 black pawn · b3 white pawn · g3 white pawn · f2 white pawn · g2 white bishop · h2 white pawn · a1 white rook · d1 white queen · f1 white rook · g1 white king | c8 black rook · d8 black queen · e8 black rook · g8 black king · a7 black pawn · d7 black knight · f7 black pawn · g7 black pawn · h7 black pawn · a6 black bishop · b6 black pawn · d6 white knight · f6 black bishop · a4 white pawn · b4 white bishop · c4 black pawn · d4 black pawn · b3 white pawn · g3 white pawn · f2 white pawn · g2 white bishop · h2 white pawn · a1 white rook · d1 white queen · f1 white rook · g1 white king | c8 black rook · d8 black queen · e8 black rook · g8 black king · a7 black pawn · d7 black knight · f7 black pawn · g7 black pawn · h7 black pawn · a6 black bishop · b6 black pawn · d6 white knight · f6 black bishop · a4 white pawn · b4 white bishop · c4 black pawn · d4 black pawn · b3 white pawn · g3 white pawn · f2 white pawn · g2 white bishop · h2 white pawn · a1 white rook · d1 white queen · f1 white rook · g1 white king | c8 black rook · d8 black queen · e8 black rook · g8 black king · a7 black pawn · d7 black knight · f7 black pawn · g7 black pawn · h7 black pawn · a6 black bishop · b6 black pawn · d6 white knight · f6 black bishop · a4 white pawn · b4 white bishop · c4 black pawn · d4 black pawn · b3 white pawn · g3 white pawn · f2 white pawn · g2 white bishop · h2 white pawn · a1 white rook · d1 white queen · f1 white rook · g1 white king | c8 black rook · d8 black queen · e8 black rook · g8 black king · a7 black pawn · d7 black knight · f7 black pawn · g7 black pawn · h7 black pawn · a6 black bishop · b6 black pawn · d6 white knight · f6 black bishop · a4 white pawn · b4 white bishop · c4 black pawn · d4 black pawn · b3 white pawn · g3 white pawn · f2 white pawn · g2 white bishop · h2 white pawn · a1 white rook · d1 white queen · f1 white rook · g1 white king | c8 black rook · d8 black queen · e8 black rook · g8 black king · a7 black pawn · d7 black knight · f7 black pawn · g7 black pawn · h7 black pawn · a6 black bishop · b6 black pawn · d6 white knight · f6 black bishop · a4 white pawn · b4 white bishop · c4 black pawn · d4 black pawn · b3 white pawn · g3 white pawn · f2 white pawn · g2 white bishop · h2 white pawn · a1 white rook · d1 white queen · f1 white rook · g1 white king | c8 black rook · d8 black queen · e8 black rook · g8 black king · a7 black pawn · d7 black knight · f7 black pawn · g7 black pawn · h7 black pawn · a6 black bishop · b6 black pawn · d6 white knight · f6 black bishop · a4 white pawn · b4 white bishop · c4 black pawn · d4 black pawn · b3 white pawn · g3 white pawn · f2 white pawn · g2 white bishop · h2 white pawn · a1 white rook · d1 white queen · f1 white rook · g1 white king | c8 black rook · d8 black queen · e8 black rook · g8 black king · a7 black pawn · d7 black knight · f7 black pawn · g7 black pawn · h7 black pawn · a6 black bishop · b6 black pawn · d6 white knight · f6 black bishop · a4 white pawn · b4 white bishop · c4 black pawn · d4 black pawn · b3 white pawn · g3 white pawn · f2 white pawn · g2 white bishop · h2 white pawn · a1 white rook · d1 white queen · f1 white rook · g1 white king | 1 |
|   | a | b | c | d | e | f | g | h |   |

1.d4 Sf6 2.c4 e6 3.Sf3 b6 4.g3 La6 5.b3 Lb4+ 6.Ld2 Le7 7.Lg2 c6 8.Lc3 d5 9.Se5 Sfd7 10.Sxd7 Sxd7 11.Sd2 0-0 12.0-0 Tc8 13.a4 Lf6 14.e4 c5 15.exd5 cxd4 16.Lb4 Te8 17.Se4 exd5 18.Sd6 dxc4 19.Sxf7!? Kxf7 20.Ld5+ Kg6 21.Dg4+ Lg5 22.Le4+ Txe4 23.Dxe4+ Kh6 24.h4 Lf6 25.Ld2+ g5 26.hxg5+ Lxg5 27.Dh4+ (27.De6+ Sf6 28.f4 Lh4!!) 27...Kg6 28.De4+ Kg7 29.Lxg5 Dxg5 30.Tfe1 cxb3 31.Dxd4+ Sf6 32.a5 Dd5 33.Dxd5 Sxd5 34.axb6 axb6 0-1 (35.Txa6? b2) 

## Владимир Крамник против машине, 2006.
Светски првак Владимир Крамник одиграо је други меч против програма Deep Fritz, u Бону, Немачка 2006. године. Меч се играо у шест партија и машина је победила са 4:2. За овај пораз Крамник је добио награду од пола милиона долара.

## Меч за обједињавање титуле светског шампиона
Меч се одржавао у руском граду Елисти између Топалова и Крамника. Тринаест година очекивана уједињена титула шаховског владара света припала је заслужено руском велемајстору и шампиону Удружења професионалних играча, Владимиру Крамнику, који је у мечу против првака ФИДЕ Бугарина Веселина Топалова победио у доигравању по убрзаном темпу резултатом 8½:7½. Први део меча, завршен је нерешено 6:6.
Тражећи алиби за два изгубљена меча, бугарски тим је посумњао да се Крамник током честих одлазака у тоалет „договара“ с компјутером. На њихову жалбу Апелациона комисија је увела заједнички тоалет, што је Крамник схватио као кршење његових унапред договорених права. Пету партију добио је без борбе Топалов смањујући противниково вођство на 3:2. Крамник је партију изгубио контумацијом, чекајући у својим просторијама судију да му откључа тоалет, а потом је одбио да настави меч.
Историјски двобој ипак је настављен после интервенције председника ФИДЕ и државе Калмикије, Кирсана Иљужминова, али и детаљне инспекције Крамниковог тоалета, после чега је успео да уједини светску титулу пошто је раније победио и Гарија Каспарова.
"Мислим да је ово био јединствен случај у историји мечева за светску титулу, када је један од играча добио екстра поен и поново беле фигуре. Веома сам срећан што сам под таквим околностима успео да победим“ - рекао је Крамник. Оба играча поделила су хонорар од милион долара.

### Веселин Топалов - Владимир Крамник
Словенска одбрана
|   | a | b | c | d | e | f | g | h |   |
| 8 | a8 black rook · e8 black king · f8 black bishop · h8 black rook · b7 black pawn · c7 black queen · d7 black knight · f7 black pawn · g7 black pawn · c6 black pawn · f6 black knight · g6 black pawn · c5 white pawn · d5 black pawn · e5 black pawn · b4 white pawn · d4 white pawn · c3 white knight · e3 white pawn · f2 white pawn · g2 white pawn · h2 white pawn · b1 white rook · c1 white bishop · d1 white queen · e1 white king · f1 white bishop · h1 white rook | a8 black rook · e8 black king · f8 black bishop · h8 black rook · b7 black pawn · c7 black queen · d7 black knight · f7 black pawn · g7 black pawn · c6 black pawn · f6 black knight · g6 black pawn · c5 white pawn · d5 black pawn · e5 black pawn · b4 white pawn · d4 white pawn · c3 white knight · e3 white pawn · f2 white pawn · g2 white pawn · h2 white pawn · b1 white rook · c1 white bishop · d1 white queen · e1 white king · f1 white bishop · h1 white rook | a8 black rook · e8 black king · f8 black bishop · h8 black rook · b7 black pawn · c7 black queen · d7 black knight · f7 black pawn · g7 black pawn · c6 black pawn · f6 black knight · g6 black pawn · c5 white pawn · d5 black pawn · e5 black pawn · b4 white pawn · d4 white pawn · c3 white knight · e3 white pawn · f2 white pawn · g2 white pawn · h2 white pawn · b1 white rook · c1 white bishop · d1 white queen · e1 white king · f1 white bishop · h1 white rook | a8 black rook · e8 black king · f8 black bishop · h8 black rook · b7 black pawn · c7 black queen · d7 black knight · f7 black pawn · g7 black pawn · c6 black pawn · f6 black knight · g6 black pawn · c5 white pawn · d5 black pawn · e5 black pawn · b4 white pawn · d4 white pawn · c3 white knight · e3 white pawn · f2 white pawn · g2 white pawn · h2 white pawn · b1 white rook · c1 white bishop · d1 white queen · e1 white king · f1 white bishop · h1 white rook | a8 black rook · e8 black king · f8 black bishop · h8 black rook · b7 black pawn · c7 black queen · d7 black knight · f7 black pawn · g7 black pawn · c6 black pawn · f6 black knight · g6 black pawn · c5 white pawn · d5 black pawn · e5 black pawn · b4 white pawn · d4 white pawn · c3 white knight · e3 white pawn · f2 white pawn · g2 white pawn · h2 white pawn · b1 white rook · c1 white bishop · d1 white queen · e1 white king · f1 white bishop · h1 white rook | a8 black rook · e8 black king · f8 black bishop · h8 black rook · b7 black pawn · c7 black queen · d7 black knight · f7 black pawn · g7 black pawn · c6 black pawn · f6 black knight · g6 black pawn · c5 white pawn · d5 black pawn · e5 black pawn · b4 white pawn · d4 white pawn · c3 white knight · e3 white pawn · f2 white pawn · g2 white pawn · h2 white pawn · b1 white rook · c1 white bishop · d1 white queen · e1 white king · f1 white bishop · h1 white rook | a8 black rook · e8 black king · f8 black bishop · h8 black rook · b7 black pawn · c7 black queen · d7 black knight · f7 black pawn · g7 black pawn · c6 black pawn · f6 black knight · g6 black pawn · c5 white pawn · d5 black pawn · e5 black pawn · b4 white pawn · d4 white pawn · c3 white knight · e3 white pawn · f2 white pawn · g2 white pawn · h2 white pawn · b1 white rook · c1 white bishop · d1 white queen · e1 white king · f1 white bishop · h1 white rook | a8 black rook · e8 black king · f8 black bishop · h8 black rook · b7 black pawn · c7 black queen · d7 black knight · f7 black pawn · g7 black pawn · c6 black pawn · f6 black knight · g6 black pawn · c5 white pawn · d5 black pawn · e5 black pawn · b4 white pawn · d4 white pawn · c3 white knight · e3 white pawn · f2 white pawn · g2 white pawn · h2 white pawn · b1 white rook · c1 white bishop · d1 white queen · e1 white king · f1 white bishop · h1 white rook | 8 |
| 7 | a8 black rook · e8 black king · f8 black bishop · h8 black rook · b7 black pawn · c7 black queen · d7 black knight · f7 black pawn · g7 black pawn · c6 black pawn · f6 black knight · g6 black pawn · c5 white pawn · d5 black pawn · e5 black pawn · b4 white pawn · d4 white pawn · c3 white knight · e3 white pawn · f2 white pawn · g2 white pawn · h2 white pawn · b1 white rook · c1 white bishop · d1 white queen · e1 white king · f1 white bishop · h1 white rook | a8 black rook · e8 black king · f8 black bishop · h8 black rook · b7 black pawn · c7 black queen · d7 black knight · f7 black pawn · g7 black pawn · c6 black pawn · f6 black knight · g6 black pawn · c5 white pawn · d5 black pawn · e5 black pawn · b4 white pawn · d4 white pawn · c3 white knight · e3 white pawn · f2 white pawn · g2 white pawn · h2 white pawn · b1 white rook · c1 white bishop · d1 white queen · e1 white king · f1 white bishop · h1 white rook | a8 black rook · e8 black king · f8 black bishop · h8 black rook · b7 black pawn · c7 black queen · d7 black knight · f7 black pawn · g7 black pawn · c6 black pawn · f6 black knight · g6 black pawn · c5 white pawn · d5 black pawn · e5 black pawn · b4 white pawn · d4 white pawn · c3 white knight · e3 white pawn · f2 white pawn · g2 white pawn · h2 white pawn · b1 white rook · c1 white bishop · d1 white queen · e1 white king · f1 white bishop · h1 white rook | a8 black rook · e8 black king · f8 black bishop · h8 black rook · b7 black pawn · c7 black queen · d7 black knight · f7 black pawn · g7 black pawn · c6 black pawn · f6 black knight · g6 black pawn · c5 white pawn · d5 black pawn · e5 black pawn · b4 white pawn · d4 white pawn · c3 white knight · e3 white pawn · f2 white pawn · g2 white pawn · h2 white pawn · b1 white rook · c1 white bishop · d1 white queen · e1 white king · f1 white bishop · h1 white rook | a8 black rook · e8 black king · f8 black bishop · h8 black rook · b7 black pawn · c7 black queen · d7 black knight · f7 black pawn · g7 black pawn · c6 black pawn · f6 black knight · g6 black pawn · c5 white pawn · d5 black pawn · e5 black pawn · b4 white pawn · d4 white pawn · c3 white knight · e3 white pawn · f2 white pawn · g2 white pawn · h2 white pawn · b1 white rook · c1 white bishop · d1 white queen · e1 white king · f1 white bishop · h1 white rook | a8 black rook · e8 black king · f8 black bishop · h8 black rook · b7 black pawn · c7 black queen · d7 black knight · f7 black pawn · g7 black pawn · c6 black pawn · f6 black knight · g6 black pawn · c5 white pawn · d5 black pawn · e5 black pawn · b4 white pawn · d4 white pawn · c3 white knight · e3 white pawn · f2 white pawn · g2 white pawn · h2 white pawn · b1 white rook · c1 white bishop · d1 white queen · e1 white king · f1 white bishop · h1 white rook | a8 black rook · e8 black king · f8 black bishop · h8 black rook · b7 black pawn · c7 black queen · d7 black knight · f7 black pawn · g7 black pawn · c6 black pawn · f6 black knight · g6 black pawn · c5 white pawn · d5 black pawn · e5 black pawn · b4 white pawn · d4 white pawn · c3 white knight · e3 white pawn · f2 white pawn · g2 white pawn · h2 white pawn · b1 white rook · c1 white bishop · d1 white queen · e1 white king · f1 white bishop · h1 white rook | a8 black rook · e8 black king · f8 black bishop · h8 black rook · b7 black pawn · c7 black queen · d7 black knight · f7 black pawn · g7 black pawn · c6 black pawn · f6 black knight · g6 black pawn · c5 white pawn · d5 black pawn · e5 black pawn · b4 white pawn · d4 white pawn · c3 white knight · e3 white pawn · f2 white pawn · g2 white pawn · h2 white pawn · b1 white rook · c1 white bishop · d1 white queen · e1 white king · f1 white bishop · h1 white rook | 7 |
| 6 | a8 black rook · e8 black king · f8 black bishop · h8 black rook · b7 black pawn · c7 black queen · d7 black knight · f7 black pawn · g7 black pawn · c6 black pawn · f6 black knight · g6 black pawn · c5 white pawn · d5 black pawn · e5 black pawn · b4 white pawn · d4 white pawn · c3 white knight · e3 white pawn · f2 white pawn · g2 white pawn · h2 white pawn · b1 white rook · c1 white bishop · d1 white queen · e1 white king · f1 white bishop · h1 white rook | a8 black rook · e8 black king · f8 black bishop · h8 black rook · b7 black pawn · c7 black queen · d7 black knight · f7 black pawn · g7 black pawn · c6 black pawn · f6 black knight · g6 black pawn · c5 white pawn · d5 black pawn · e5 black pawn · b4 white pawn · d4 white pawn · c3 white knight · e3 white pawn · f2 white pawn · g2 white pawn · h2 white pawn · b1 white rook · c1 white bishop · d1 white queen · e1 white king · f1 white bishop · h1 white rook | a8 black rook · e8 black king · f8 black bishop · h8 black rook · b7 black pawn · c7 black queen · d7 black knight · f7 black pawn · g7 black pawn · c6 black pawn · f6 black knight · g6 black pawn · c5 white pawn · d5 black pawn · e5 black pawn · b4 white pawn · d4 white pawn · c3 white knight · e3 white pawn · f2 white pawn · g2 white pawn · h2 white pawn · b1 white rook · c1 white bishop · d1 white queen · e1 white king · f1 white bishop · h1 white rook | a8 black rook · e8 black king · f8 black bishop · h8 black rook · b7 black pawn · c7 black queen · d7 black knight · f7 black pawn · g7 black pawn · c6 black pawn · f6 black knight · g6 black pawn · c5 white pawn · d5 black pawn · e5 black pawn · b4 white pawn · d4 white pawn · c3 white knight · e3 white pawn · f2 white pawn · g2 white pawn · h2 white pawn · b1 white rook · c1 white bishop · d1 white queen · e1 white king · f1 white bishop · h1 white rook | a8 black rook · e8 black king · f8 black bishop · h8 black rook · b7 black pawn · c7 black queen · d7 black knight · f7 black pawn · g7 black pawn · c6 black pawn · f6 black knight · g6 black pawn · c5 white pawn · d5 black pawn · e5 black pawn · b4 white pawn · d4 white pawn · c3 white knight · e3 white pawn · f2 white pawn · g2 white pawn · h2 white pawn · b1 white rook · c1 white bishop · d1 white queen · e1 white king · f1 white bishop · h1 white rook | a8 black rook · e8 black king · f8 black bishop · h8 black rook · b7 black pawn · c7 black queen · d7 black knight · f7 black pawn · g7 black pawn · c6 black pawn · f6 black knight · g6 black pawn · c5 white pawn · d5 black pawn · e5 black pawn · b4 white pawn · d4 white pawn · c3 white knight · e3 white pawn · f2 white pawn · g2 white pawn · h2 white pawn · b1 white rook · c1 white bishop · d1 white queen · e1 white king · f1 white bishop · h1 white rook | a8 black rook · e8 black king · f8 black bishop · h8 black rook · b7 black pawn · c7 black queen · d7 black knight · f7 black pawn · g7 black pawn · c6 black pawn · f6 black knight · g6 black pawn · c5 white pawn · d5 black pawn · e5 black pawn · b4 white pawn · d4 white pawn · c3 white knight · e3 white pawn · f2 white pawn · g2 white pawn · h2 white pawn · b1 white rook · c1 white bishop · d1 white queen · e1 white king · f1 white bishop · h1 white rook | a8 black rook · e8 black king · f8 black bishop · h8 black rook · b7 black pawn · c7 black queen · d7 black knight · f7 black pawn · g7 black pawn · c6 black pawn · f6 black knight · g6 black pawn · c5 white pawn · d5 black pawn · e5 black pawn · b4 white pawn · d4 white pawn · c3 white knight · e3 white pawn · f2 white pawn · g2 white pawn · h2 white pawn · b1 white rook · c1 white bishop · d1 white queen · e1 white king · f1 white bishop · h1 white rook | 6 |
| 5 | a8 black rook · e8 black king · f8 black bishop · h8 black rook · b7 black pawn · c7 black queen · d7 black knight · f7 black pawn · g7 black pawn · c6 black pawn · f6 black knight · g6 black pawn · c5 white pawn · d5 black pawn · e5 black pawn · b4 white pawn · d4 white pawn · c3 white knight · e3 white pawn · f2 white pawn · g2 white pawn · h2 white pawn · b1 white rook · c1 white bishop · d1 white queen · e1 white king · f1 white bishop · h1 white rook | a8 black rook · e8 black king · f8 black bishop · h8 black rook · b7 black pawn · c7 black queen · d7 black knight · f7 black pawn · g7 black pawn · c6 black pawn · f6 black knight · g6 black pawn · c5 white pawn · d5 black pawn · e5 black pawn · b4 white pawn · d4 white pawn · c3 white knight · e3 white pawn · f2 white pawn · g2 white pawn · h2 white pawn · b1 white rook · c1 white bishop · d1 white queen · e1 white king · f1 white bishop · h1 white rook | a8 black rook · e8 black king · f8 black bishop · h8 black rook · b7 black pawn · c7 black queen · d7 black knight · f7 black pawn · g7 black pawn · c6 black pawn · f6 black knight · g6 black pawn · c5 white pawn · d5 black pawn · e5 black pawn · b4 white pawn · d4 white pawn · c3 white knight · e3 white pawn · f2 white pawn · g2 white pawn · h2 white pawn · b1 white rook · c1 white bishop · d1 white queen · e1 white king · f1 white bishop · h1 white rook | a8 black rook · e8 black king · f8 black bishop · h8 black rook · b7 black pawn · c7 black queen · d7 black knight · f7 black pawn · g7 black pawn · c6 black pawn · f6 black knight · g6 black pawn · c5 white pawn · d5 black pawn · e5 black pawn · b4 white pawn · d4 white pawn · c3 white knight · e3 white pawn · f2 white pawn · g2 white pawn · h2 white pawn · b1 white rook · c1 white bishop · d1 white queen · e1 white king · f1 white bishop · h1 white rook | a8 black rook · e8 black king · f8 black bishop · h8 black rook · b7 black pawn · c7 black queen · d7 black knight · f7 black pawn · g7 black pawn · c6 black pawn · f6 black knight · g6 black pawn · c5 white pawn · d5 black pawn · e5 black pawn · b4 white pawn · d4 white pawn · c3 white knight · e3 white pawn · f2 white pawn · g2 white pawn · h2 white pawn · b1 white rook · c1 white bishop · d1 white queen · e1 white king · f1 white bishop · h1 white rook | a8 black rook · e8 black king · f8 black bishop · h8 black rook · b7 black pawn · c7 black queen · d7 black knight · f7 black pawn · g7 black pawn · c6 black pawn · f6 black knight · g6 black pawn · c5 white pawn · d5 black pawn · e5 black pawn · b4 white pawn · d4 white pawn · c3 white knight · e3 white pawn · f2 white pawn · g2 white pawn · h2 white pawn · b1 white rook · c1 white bishop · d1 white queen · e1 white king · f1 white bishop · h1 white rook | a8 black rook · e8 black king · f8 black bishop · h8 black rook · b7 black pawn · c7 black queen · d7 black knight · f7 black pawn · g7 black pawn · c6 black pawn · f6 black knight · g6 black pawn · c5 white pawn · d5 black pawn · e5 black pawn · b4 white pawn · d4 white pawn · c3 white knight · e3 white pawn · f2 white pawn · g2 white pawn · h2 white pawn · b1 white rook · c1 white bishop · d1 white queen · e1 white king · f1 white bishop · h1 white rook | a8 black rook · e8 black king · f8 black bishop · h8 black rook · b7 black pawn · c7 black queen · d7 black knight · f7 black pawn · g7 black pawn · c6 black pawn · f6 black knight · g6 black pawn · c5 white pawn · d5 black pawn · e5 black pawn · b4 white pawn · d4 white pawn · c3 white knight · e3 white pawn · f2 white pawn · g2 white pawn · h2 white pawn · b1 white rook · c1 white bishop · d1 white queen · e1 white king · f1 white bishop · h1 white rook | 5 |
| 4 | a8 black rook · e8 black king · f8 black bishop · h8 black rook · b7 black pawn · c7 black queen · d7 black knight · f7 black pawn · g7 black pawn · c6 black pawn · f6 black knight · g6 black pawn · c5 white pawn · d5 black pawn · e5 black pawn · b4 white pawn · d4 white pawn · c3 white knight · e3 white pawn · f2 white pawn · g2 white pawn · h2 white pawn · b1 white rook · c1 white bishop · d1 white queen · e1 white king · f1 white bishop · h1 white rook | a8 black rook · e8 black king · f8 black bishop · h8 black rook · b7 black pawn · c7 black queen · d7 black knight · f7 black pawn · g7 black pawn · c6 black pawn · f6 black knight · g6 black pawn · c5 white pawn · d5 black pawn · e5 black pawn · b4 white pawn · d4 white pawn · c3 white knight · e3 white pawn · f2 white pawn · g2 white pawn · h2 white pawn · b1 white rook · c1 white bishop · d1 white queen · e1 white king · f1 white bishop · h1 white rook | a8 black rook · e8 black king · f8 black bishop · h8 black rook · b7 black pawn · c7 black queen · d7 black knight · f7 black pawn · g7 black pawn · c6 black pawn · f6 black knight · g6 black pawn · c5 white pawn · d5 black pawn · e5 black pawn · b4 white pawn · d4 white pawn · c3 white knight · e3 white pawn · f2 white pawn · g2 white pawn · h2 white pawn · b1 white rook · c1 white bishop · d1 white queen · e1 white king · f1 white bishop · h1 white rook | a8 black rook · e8 black king · f8 black bishop · h8 black rook · b7 black pawn · c7 black queen · d7 black knight · f7 black pawn · g7 black pawn · c6 black pawn · f6 black knight · g6 black pawn · c5 white pawn · d5 black pawn · e5 black pawn · b4 white pawn · d4 white pawn · c3 white knight · e3 white pawn · f2 white pawn · g2 white pawn · h2 white pawn · b1 white rook · c1 white bishop · d1 white queen · e1 white king · f1 white bishop · h1 white rook | a8 black rook · e8 black king · f8 black bishop · h8 black rook · b7 black pawn · c7 black queen · d7 black knight · f7 black pawn · g7 black pawn · c6 black pawn · f6 black knight · g6 black pawn · c5 white pawn · d5 black pawn · e5 black pawn · b4 white pawn · d4 white pawn · c3 white knight · e3 white pawn · f2 white pawn · g2 white pawn · h2 white pawn · b1 white rook · c1 white bishop · d1 white queen · e1 white king · f1 white bishop · h1 white rook | a8 black rook · e8 black king · f8 black bishop · h8 black rook · b7 black pawn · c7 black queen · d7 black knight · f7 black pawn · g7 black pawn · c6 black pawn · f6 black knight · g6 black pawn · c5 white pawn · d5 black pawn · e5 black pawn · b4 white pawn · d4 white pawn · c3 white knight · e3 white pawn · f2 white pawn · g2 white pawn · h2 white pawn · b1 white rook · c1 white bishop · d1 white queen · e1 white king · f1 white bishop · h1 white rook | a8 black rook · e8 black king · f8 black bishop · h8 black rook · b7 black pawn · c7 black queen · d7 black knight · f7 black pawn · g7 black pawn · c6 black pawn · f6 black knight · g6 black pawn · c5 white pawn · d5 black pawn · e5 black pawn · b4 white pawn · d4 white pawn · c3 white knight · e3 white pawn · f2 white pawn · g2 white pawn · h2 white pawn · b1 white rook · c1 white bishop · d1 white queen · e1 white king · f1 white bishop · h1 white rook | a8 black rook · e8 black king · f8 black bishop · h8 black rook · b7 black pawn · c7 black queen · d7 black knight · f7 black pawn · g7 black pawn · c6 black pawn · f6 black knight · g6 black pawn · c5 white pawn · d5 black pawn · e5 black pawn · b4 white pawn · d4 white pawn · c3 white knight · e3 white pawn · f2 white pawn · g2 white pawn · h2 white pawn · b1 white rook · c1 white bishop · d1 white queen · e1 white king · f1 white bishop · h1 white rook | 4 |
| 3 | a8 black rook · e8 black king · f8 black bishop · h8 black rook · b7 black pawn · c7 black queen · d7 black knight · f7 black pawn · g7 black pawn · c6 black pawn · f6 black knight · g6 black pawn · c5 white pawn · d5 black pawn · e5 black pawn · b4 white pawn · d4 white pawn · c3 white knight · e3 white pawn · f2 white pawn · g2 white pawn · h2 white pawn · b1 white rook · c1 white bishop · d1 white queen · e1 white king · f1 white bishop · h1 white rook | a8 black rook · e8 black king · f8 black bishop · h8 black rook · b7 black pawn · c7 black queen · d7 black knight · f7 black pawn · g7 black pawn · c6 black pawn · f6 black knight · g6 black pawn · c5 white pawn · d5 black pawn · e5 black pawn · b4 white pawn · d4 white pawn · c3 white knight · e3 white pawn · f2 white pawn · g2 white pawn · h2 white pawn · b1 white rook · c1 white bishop · d1 white queen · e1 white king · f1 white bishop · h1 white rook | a8 black rook · e8 black king · f8 black bishop · h8 black rook · b7 black pawn · c7 black queen · d7 black knight · f7 black pawn · g7 black pawn · c6 black pawn · f6 black knight · g6 black pawn · c5 white pawn · d5 black pawn · e5 black pawn · b4 white pawn · d4 white pawn · c3 white knight · e3 white pawn · f2 white pawn · g2 white pawn · h2 white pawn · b1 white rook · c1 white bishop · d1 white queen · e1 white king · f1 white bishop · h1 white rook | a8 black rook · e8 black king · f8 black bishop · h8 black rook · b7 black pawn · c7 black queen · d7 black knight · f7 black pawn · g7 black pawn · c6 black pawn · f6 black knight · g6 black pawn · c5 white pawn · d5 black pawn · e5 black pawn · b4 white pawn · d4 white pawn · c3 white knight · e3 white pawn · f2 white pawn · g2 white pawn · h2 white pawn · b1 white rook · c1 white bishop · d1 white queen · e1 white king · f1 white bishop · h1 white rook | a8 black rook · e8 black king · f8 black bishop · h8 black rook · b7 black pawn · c7 black queen · d7 black knight · f7 black pawn · g7 black pawn · c6 black pawn · f6 black knight · g6 black pawn · c5 white pawn · d5 black pawn · e5 black pawn · b4 white pawn · d4 white pawn · c3 white knight · e3 white pawn · f2 white pawn · g2 white pawn · h2 white pawn · b1 white rook · c1 white bishop · d1 white queen · e1 white king · f1 white bishop · h1 white rook | a8 black rook · e8 black king · f8 black bishop · h8 black rook · b7 black pawn · c7 black queen · d7 black knight · f7 black pawn · g7 black pawn · c6 black pawn · f6 black knight · g6 black pawn · c5 white pawn · d5 black pawn · e5 black pawn · b4 white pawn · d4 white pawn · c3 white knight · e3 white pawn · f2 white pawn · g2 white pawn · h2 white pawn · b1 white rook · c1 white bishop · d1 white queen · e1 white king · f1 white bishop · h1 white rook | a8 black rook · e8 black king · f8 black bishop · h8 black rook · b7 black pawn · c7 black queen · d7 black knight · f7 black pawn · g7 black pawn · c6 black pawn · f6 black knight · g6 black pawn · c5 white pawn · d5 black pawn · e5 black pawn · b4 white pawn · d4 white pawn · c3 white knight · e3 white pawn · f2 white pawn · g2 white pawn · h2 white pawn · b1 white rook · c1 white bishop · d1 white queen · e1 white king · f1 white bishop · h1 white rook | a8 black rook · e8 black king · f8 black bishop · h8 black rook · b7 black pawn · c7 black queen · d7 black knight · f7 black pawn · g7 black pawn · c6 black pawn · f6 black knight · g6 black pawn · c5 white pawn · d5 black pawn · e5 black pawn · b4 white pawn · d4 white pawn · c3 white knight · e3 white pawn · f2 white pawn · g2 white pawn · h2 white pawn · b1 white rook · c1 white bishop · d1 white queen · e1 white king · f1 white bishop · h1 white rook | 3 |
| 2 | a8 black rook · e8 black king · f8 black bishop · h8 black rook · b7 black pawn · c7 black queen · d7 black knight · f7 black pawn · g7 black pawn · c6 black pawn · f6 black knight · g6 black pawn · c5 white pawn · d5 black pawn · e5 black pawn · b4 white pawn · d4 white pawn · c3 white knight · e3 white pawn · f2 white pawn · g2 white pawn · h2 white pawn · b1 white rook · c1 white bishop · d1 white queen · e1 white king · f1 white bishop · h1 white rook | a8 black rook · e8 black king · f8 black bishop · h8 black rook · b7 black pawn · c7 black queen · d7 black knight · f7 black pawn · g7 black pawn · c6 black pawn · f6 black knight · g6 black pawn · c5 white pawn · d5 black pawn · e5 black pawn · b4 white pawn · d4 white pawn · c3 white knight · e3 white pawn · f2 white pawn · g2 white pawn · h2 white pawn · b1 white rook · c1 white bishop · d1 white queen · e1 white king · f1 white bishop · h1 white rook | a8 black rook · e8 black king · f8 black bishop · h8 black rook · b7 black pawn · c7 black queen · d7 black knight · f7 black pawn · g7 black pawn · c6 black pawn · f6 black knight · g6 black pawn · c5 white pawn · d5 black pawn · e5 black pawn · b4 white pawn · d4 white pawn · c3 white knight · e3 white pawn · f2 white pawn · g2 white pawn · h2 white pawn · b1 white rook · c1 white bishop · d1 white queen · e1 white king · f1 white bishop · h1 white rook | a8 black rook · e8 black king · f8 black bishop · h8 black rook · b7 black pawn · c7 black queen · d7 black knight · f7 black pawn · g7 black pawn · c6 black pawn · f6 black knight · g6 black pawn · c5 white pawn · d5 black pawn · e5 black pawn · b4 white pawn · d4 white pawn · c3 white knight · e3 white pawn · f2 white pawn · g2 white pawn · h2 white pawn · b1 white rook · c1 white bishop · d1 white queen · e1 white king · f1 white bishop · h1 white rook | a8 black rook · e8 black king · f8 black bishop · h8 black rook · b7 black pawn · c7 black queen · d7 black knight · f7 black pawn · g7 black pawn · c6 black pawn · f6 black knight · g6 black pawn · c5 white pawn · d5 black pawn · e5 black pawn · b4 white pawn · d4 white pawn · c3 white knight · e3 white pawn · f2 white pawn · g2 white pawn · h2 white pawn · b1 white rook · c1 white bishop · d1 white queen · e1 white king · f1 white bishop · h1 white rook | a8 black rook · e8 black king · f8 black bishop · h8 black rook · b7 black pawn · c7 black queen · d7 black knight · f7 black pawn · g7 black pawn · c6 black pawn · f6 black knight · g6 black pawn · c5 white pawn · d5 black pawn · e5 black pawn · b4 white pawn · d4 white pawn · c3 white knight · e3 white pawn · f2 white pawn · g2 white pawn · h2 white pawn · b1 white rook · c1 white bishop · d1 white queen · e1 white king · f1 white bishop · h1 white rook | a8 black rook · e8 black king · f8 black bishop · h8 black rook · b7 black pawn · c7 black queen · d7 black knight · f7 black pawn · g7 black pawn · c6 black pawn · f6 black knight · g6 black pawn · c5 white pawn · d5 black pawn · e5 black pawn · b4 white pawn · d4 white pawn · c3 white knight · e3 white pawn · f2 white pawn · g2 white pawn · h2 white pawn · b1 white rook · c1 white bishop · d1 white queen · e1 white king · f1 white bishop · h1 white rook | a8 black rook · e8 black king · f8 black bishop · h8 black rook · b7 black pawn · c7 black queen · d7 black knight · f7 black pawn · g7 black pawn · c6 black pawn · f6 black knight · g6 black pawn · c5 white pawn · d5 black pawn · e5 black pawn · b4 white pawn · d4 white pawn · c3 white knight · e3 white pawn · f2 white pawn · g2 white pawn · h2 white pawn · b1 white rook · c1 white bishop · d1 white queen · e1 white king · f1 white bishop · h1 white rook | 2 |
| 1 | a8 black rook · e8 black king · f8 black bishop · h8 black rook · b7 black pawn · c7 black queen · d7 black knight · f7 black pawn · g7 black pawn · c6 black pawn · f6 black knight · g6 black pawn · c5 white pawn · d5 black pawn · e5 black pawn · b4 white pawn · d4 white pawn · c3 white knight · e3 white pawn · f2 white pawn · g2 white pawn · h2 white pawn · b1 white rook · c1 white bishop · d1 white queen · e1 white king · f1 white bishop · h1 white rook | a8 black rook · e8 black king · f8 black bishop · h8 black rook · b7 black pawn · c7 black queen · d7 black knight · f7 black pawn · g7 black pawn · c6 black pawn · f6 black knight · g6 black pawn · c5 white pawn · d5 black pawn · e5 black pawn · b4 white pawn · d4 white pawn · c3 white knight · e3 white pawn · f2 white pawn · g2 white pawn · h2 white pawn · b1 white rook · c1 white bishop · d1 white queen · e1 white king · f1 white bishop · h1 white rook | a8 black rook · e8 black king · f8 black bishop · h8 black rook · b7 black pawn · c7 black queen · d7 black knight · f7 black pawn · g7 black pawn · c6 black pawn · f6 black knight · g6 black pawn · c5 white pawn · d5 black pawn · e5 black pawn · b4 white pawn · d4 white pawn · c3 white knight · e3 white pawn · f2 white pawn · g2 white pawn · h2 white pawn · b1 white rook · c1 white bishop · d1 white queen · e1 white king · f1 white bishop · h1 white rook | a8 black rook · e8 black king · f8 black bishop · h8 black rook · b7 black pawn · c7 black queen · d7 black knight · f7 black pawn · g7 black pawn · c6 black pawn · f6 black knight · g6 black pawn · c5 white pawn · d5 black pawn · e5 black pawn · b4 white pawn · d4 white pawn · c3 white knight · e3 white pawn · f2 white pawn · g2 white pawn · h2 white pawn · b1 white rook · c1 white bishop · d1 white queen · e1 white king · f1 white bishop · h1 white rook | a8 black rook · e8 black king · f8 black bishop · h8 black rook · b7 black pawn · c7 black queen · d7 black knight · f7 black pawn · g7 black pawn · c6 black pawn · f6 black knight · g6 black pawn · c5 white pawn · d5 black pawn · e5 black pawn · b4 white pawn · d4 white pawn · c3 white knight · e3 white pawn · f2 white pawn · g2 white pawn · h2 white pawn · b1 white rook · c1 white bishop · d1 white queen · e1 white king · f1 white bishop · h1 white rook | a8 black rook · e8 black king · f8 black bishop · h8 black rook · b7 black pawn · c7 black queen · d7 black knight · f7 black pawn · g7 black pawn · c6 black pawn · f6 black knight · g6 black pawn · c5 white pawn · d5 black pawn · e5 black pawn · b4 white pawn · d4 white pawn · c3 white knight · e3 white pawn · f2 white pawn · g2 white pawn · h2 white pawn · b1 white rook · c1 white bishop · d1 white queen · e1 white king · f1 white bishop · h1 white rook | a8 black rook · e8 black king · f8 black bishop · h8 black rook · b7 black pawn · c7 black queen · d7 black knight · f7 black pawn · g7 black pawn · c6 black pawn · f6 black knight · g6 black pawn · c5 white pawn · d5 black pawn · e5 black pawn · b4 white pawn · d4 white pawn · c3 white knight · e3 white pawn · f2 white pawn · g2 white pawn · h2 white pawn · b1 white rook · c1 white bishop · d1 white queen · e1 white king · f1 white bishop · h1 white rook | a8 black rook · e8 black king · f8 black bishop · h8 black rook · b7 black pawn · c7 black queen · d7 black knight · f7 black pawn · g7 black pawn · c6 black pawn · f6 black knight · g6 black pawn · c5 white pawn · d5 black pawn · e5 black pawn · b4 white pawn · d4 white pawn · c3 white knight · e3 white pawn · f2 white pawn · g2 white pawn · h2 white pawn · b1 white rook · c1 white bishop · d1 white queen · e1 white king · f1 white bishop · h1 white rook | 1 |
|   | a | b | c | d | e | f | g | h |   |

1.d4 d5 2.c4 c6 3.Sf3 Sf6 4.e3 Lf5 5.Sc3 e6 6.Sh4 Lg6 7.S:g6 h:g6 8.Tb1 Sbd7 9.c5 a5 10.a3 e5 11.b4 a:b4 12.a:b4 Dc7 13.f4 e:f4 14.e:f4 Le7 15.Le2 Sf8 16.0-0 Se6 17.g3 Dd7 18.Dd3 Se4 19.S:e4 d:e4 20.D:e4 D:d4+ 21.D:d4 S:d4 22.Lc4 0-0 23.Kg2 Ta4 24.Td1 Td8 25.Le3 Lf6 26.g4 Kf8 27.Lf2 Se6 28.T:d8+ L:d8 29.f5 g:f5 30.g:f5 Sf4+ 31.Kf3 Sh5 32.Tb3 Lc7 33.h4 Sf6 34.Ld3 Sd7 35.Le4 Se5+ 36.Kg2 Ta2 37.Bb1 Td2 38.Kf1 Sg4 39.Lg1 Lh2 40.Ke1 Td5 41.Lf2 Ke7 42.h5 S:f2 43.K:f2 Kf6 44.Kf3 Td4 45.b5 Tc4 46.b:c6 b:c6 47.Tb6 T:c5 48.Le4 Kg5 49.T:c6 Ta5 50.Tb6 Ta3+ 51.Kg2 Lc7 52.Tb7 Tc3 53.Kf2 K:h5 54.Ld5 f6 55.Ke2 Kg4 56.Le4 Kf4 57.Ld3 Tc5 58.Tb4+ Kg3 59.Tc4 Te5+ 60.Te4 Ta5 61.Te3+ Kg2 62.Le4+ Kh2 63.Tb3 Ta2+ 64.Kd3 Lf4 65.Kc4 Te2 66.Kd5 ½-½

### Реванш
Следећи турнир за првака света се одржава у Мексико Ситију. Нажалост, према Правилнику, Топалов нема право наступа. Ова ситуација подсећа на време када је Капабланка изгубио могућност обавезујућег реванша против Аљехина. Иако је и даље играо снажно, никада се више није приближио мечу за титулу.
Силвио Данаилов, менаџер сада већ бившег шампиона, најавио је, ипак, реванш у марту сљедеће године! „Правила ФИДЕ одређују да Топалов као бивши шампион може да изазове првака. Потребни наградни фонд је милион и по долара. Ми ћемо тај новац наћи и затражити да се реванш игра у Софији. Нудимо и тачан датум почетка меча: 3. март 2007. године“, изјавио је Данаилов након повратка у Бугарску. Нажалост, до реванша није дошло.

## Успешна одбрана титуле, 2004.
Од 25. септембра 2004. до 18. октобра 2004. успешно је одбранио титулу светског првака у шаху играјући са Петром Леком у месту Brissago, Швајцарска. Меч је игран у 14 партија и завршен је нерешено 7:7 и Крамник успева да одбрани титулу првака. Награда је била милион швајцарских франака, а пошто је меч завршен нерешено, награда је подељена на равне части.

## Престанак владавине
У септембру 2007. индијски велемајстор, Вишванатан Ананд, освојио је Светски шампионат у шаху који је одржан у Мексику. Ананд је до титуле Светске шаховске федерације ФИДЕ дошао пошто је био најбољи међу 8 шахиста који су узели учешће. Иза њега били су Борис Гељфанд из Израела и Владимир Крамник. Ананду је ово четврта титула шампиона света у шаху. На овом шаховском шампионату учешће нису узели неки од најбољих шахиста света, међу којима и Гари Каспаров.

## Успеси на међународним турнирима и мечевима
- 1990. Руски шампионат, Кујбишев (класичан шах) I
- 1991. Светски шампионат (У18), Guarapuav (класичан шах) I
- 1992. Халкидики (класичан шах) 7.5/11 I
- 1993. Београд (класичан шах) 6/9 II
- 1993. Међународни турнир, Бил (класичан шах) 8.5/13 II
- 1994. Overall result PCA Intel Grand Prix'94 I
- 1995. Дортмунд (класичан шах) 7/9 I
- 1995. Horgen (класичан шах)) 7/10 I-II
- 1995. Београд (класичан шах) 8/11 I-II
- 1996. Монако 16/22 I
- 1996. Dos Hermanas (класичан шах) 6/9 I-II
- 1996. Дортмунд (класичан шах) 7/9 I-II
- 1997. Dos Hermanas (класичан шах) 6/9 I-II
- 1997. Дортмунд (класичан шах) 6.5/9 I
- 1997. Тилбург (класичан шах) 8/11 I-III
- 1998. Вај ан Зе (класичан шах) 8.5/13 I-II
- 1998. Дортмунд (класичан шах) 6/9 I-III
- 1998. Монако (игра на слепо и рапид шах) 15/22 I
- 1999. Монако (игра на слепо и рапид шах) 14.5/22 I
- 2000. Линарес (класичан шах) 6/10 I-II
- 2000. Дортмунд (класичан шах) 6/9 I-II
- 2000. Меч за шампиона света (класичан шах): Крамник - Каспаров 8½:6½
- 2001. Меч Крамник - Леко (рапид шах) 7:5
- 2001. Меч Ботвиник меморијал: Крамник - Каспаров (класичан шах) 2:2
- 2001. Меч Ботвиник меморијал: Крамник - Каспаров (рапид шах) 3:3
- 2001. Монако (игра на слепо и рапид шах) 15/22 I-II
- 2001. Меч Крамник - Ананд (рапид шах) 5:5
- 2001. Дортмунд (класичан шах, шести пут победник!) 6½/10 I-II
- 2002. Меч „Напредни шах“ (Дозвољена употреба компјутера) Крамник - Ананд (Леон) 3½:2½
- 2003. Линарес (класичан шах) 7.0/12 I-II
- 2003. Дортмунд (класичан шах) 5.5/10 II-III
- 2003. Cap d'Agde (Француска)
- 2003. Рапид светски шаховски шампионат 8½/13 II
- 2004. Handicap Simul (класичан шах)
- 2004. Крамник против националног тима Немачке 2½:1½
- 2004. Линарес (класичан шах) 7.0/12 I
- 2004. Монако 14½/22 I-II
- 2006. Златна медаља на олимпијади у Турину са оствареним најбољим рејтингом (2847) 7/10
- 2006. Дортмунд (класичан шах) 4½/7 I
- 2006. Меч за ФИДЕ светског шампиона: Крамник - Топалов 6:6 (2½:1½ доигравање)
- 2007. Вај ан Зе (класичан шах) 8/13 IV
- 2007. Монако (игра на слепо и рапид шах) 15½/22 I
- 2007. Дортмунд (класичан шах) 5/7 I

## Мечеви за светки шампионат и квалификације
- ФИФЕ четвртфинале, јануар 1994. Вајк ан Зе, Крамник - Леонид Јудашин (4½:2½).
- PCA четвртфинале, јуни 1994, Њујорк, Крамник - Гата Камски (1½-4½).
- ФИФЕ полуфинале, август 1994. Sanghi Nagar, Крамник - Борис Гељфанд (3½-4½).
- WCC Candidates, 1998, Cazorla, Крамник - Алексеј Широв (3½-5½).
- ФИДЕ Knockout, јули 1999, Лас Вегас, Крамник - Тивјаков (1½-½); Крамник - Корчној (1½-½); Крамник - Топалов (3-1, укључујући рапид доигравање); Крамник - Адамс (четвртфинале) (2-4, укључујући рапид доигравање).
- Светски шаховски шампионат (класичан шах) 2000, Лондон, Крамник - Каспаров (8½-6½).
- Светски шаховски шампионат (класичан шах) 2004, Brissago, Крамник - Леко (7-7).
- ФИДЕ Светски шаховски шампионат 2006, Елиста, Крамник - Топалов (6-6, 2½-1½ рапид доигравање).

## Шаховске олимпијаде

### Укупни учинак кроз статистику
| Године          | Σ поена | Σ партија |  | +  | =  | -  |  | %    | Освојене медаље на олимпијади тимске \| појединачне |
| 1992-1996, 2006 | 27½     | 38        |  | 17 | 21 | 10 |  | 72.4 | 3 - 0 - 0 \| 3 - 0 - 0                              |

### Статистика по годинама
| Година | Табла   | Σ поена | Σ партија |  | + | = | - |  | %    | тимско место | појединачно |
| 2006.  | 1       | 6½      | 9         |  | 4 | 5 | 0 |  | 72.2 | 6.           | 1.          |
| 1996.  | 2       | 4½      | 9         |  | 0 | 9 | 0 |  | 50.0 | 1.           |             |
| 1994.  | 2       | 8       | 11        |  | 5 | 6 | 0 |  | 72.7 | 1.           |             |
| 1992.  | 1. рез. | 8½      | 9         |  | 8 | 1 | 0 |  | 94.4 | 1.           | 1.+1.       |

## Светски шампионат кроз статистику
| Година | Табла | Σ поена | Σ партија |  | + | = | - |  | %    | тимско место | појединачно |
| 1993.  | 1     | 3       | 7         |  | 1 | 4 | 2 |  | 42.9 | 3.           |             |

## Европски шампионат кроз статистику
| Година | Табла | Σ поена | Σ партија |  | + | = | - |  | %    | тимско место | појединачно |
| 1992.  | 3     | 6       | 7         |  | 5 | 2 | 0 |  | 85.7 | 1.           | 1.+1.       |